# Catocala
Catocala is een geslacht van vlinders uit de familie van de spinneruilen (Erebidae).
De vlinders hebben cryptische voorvleugels in schutkleur, terwijl de achtervleugels gekleurde strepen hebben, meestal rood tot oranje maar ook wit of blauw komt voor. In rust zijn deze niet te zien en is de vlinder minder opvallend.

## Soorten
- Catocala abacta Staudinger, 1900
  - Catocala abacta irana Brandt, 1938
- Catocala abamita Bremer & Grey, 1853
- Catocala abbreviatella Grote, 1872
- Catocala actaea Felder & Rogenhofer, 1874
  - Catocala actaea nigricans Mell, 1939
- Catocala adultera Ménétriés, 1856
- Catocala aenigma Sheljuzhko, 1943
- Catocala aestimabilis Staudinger, 1892
- Catocala afghana Swinhoe, 1885
- Catocala agitatrix Graeser, 1888
- Catocala agrippina Strecker, 1874
- Catocala aholibah Strecker, 1874
- Catocala alabamae Grote, 1875
- Catocala allusa Hulst, 1884
- Catocala amabilis Bang-Haas, 1907
- Catocala amatrix Hübner, [1813]
- Catocala amestris Strecker, 1874
- Catocala amica Hübner, 1818
- Catocala amnonfreidbergi Kravchenko et al., 2008
- Catocala andromache H. Edwards, 1885
- Catocala andromedae Guenée, 1852
- Catocala angusi Grote, 1876
- Catocala antinympha Hübner, [1823]
- Catocala ariana Vartian, 1964
- Catocala armandi Poujade, 1988
  - Catocala armandi shirozui Sugi, 1982
- Catocala artobolevskiji Sheljuzhko, 1943
- Catocala atocala Brou, 1985
- Catocala azumiensis Sugi, 1965
- Catocala babayaga Strecker, 1884
- Catocala badia Grote & Robinson, 1866
- Catocala barnsi Prout, 1924
- Catocala bella Butler, 1877
- Catocala blandula Hulst, 1884
- Catocala bokhaica Kononenko, 1979
- Catocala brandti Hacker & Kaut, 1999
- Catocala briseis Edwards, 1864
- Catocala butleri Leech, 1900
- Catocala californica Edwards, 1864
- Catocala californiensis Brower, 1976
- Catocala cara Guenée, 1852
- Catocala catei Weisert, 1998
- Catocala cerogama Guenée, 1852
- Catocala charlottae Brou, 1988
- Catocala chelidonia Grote, 1881
- Catocala cleopatra Strecker, 1874
- Catocala clintonii Grote, 1864
- Catocala coccinata Grote, 1872
- Catocala columbina Leech, 1900
  - Catocala columbina columbina Leech, 1900
  - Catocala columbina yoshihikoi Ishizuka, 2002
- Catocala concubia Walker, 1857
- Catocala concumbens Walker, [1858]
- Catocala coniuncta Esper, 1787
- Catocala connexa Butler, 1881
- Catocala connubialis Guenée, 1852
- Catocala consors Smith, 1797
  - Catocala consors sorsconi Barnes & Benjamin, 1924
- Catocala contemnenda Staudinger, 1891
- Catocala contorta Warren
- Catocala conversa Esper, 1787
- Catocala crataegi Saunders, 1876
- Catocala danilovi Bang-Haas, 1927
- Catocala dariana Sviridov
- Catocala davidi Oberthür, 1881
- Catocala deducta Eversmann, 1843
- Catocala dejecta Strecker, 1880
- Catocala delilah Strecker, 1874
- Catocala desiderata Staudinger, 1888
- Catocala detrita Warren, 1913
- Catocala deuteronympha Staudinger, 1861
  - Catocala deuteronympha omphale Butler, 1881
  - Catocala deuteronympha tschiliensis Bang-Haas, 1927
- Catocala dilecta Hübner, [1808]
- Catocala disjuncta Geyer, [1828]
- Catocala dissimilis Bremer, 1861
- Catocala distorta Butler, 1889
- Catocala diversa Geyer, [1826]
- Catocala doerriesi Staudinger, 1888
- Catocala dotatoides Poole, 1989
- Catocala dula Bremer, 1861
  - Catocala dula carminea Mell, 1939
- Catocala dulciola Grote, 1881
- Catocala duplicata Butler, 1885
- Catocala editarevayae Kravchenko et al., 2008
- Catocala electa Vieweg, 1790 – Wilgenweeskind
  - Catocala electa zalmunna Butler, 1877
  - Catocala electa tschiliensis Bang-Haas, 1927
- Catocala electilis Walker, [1858]
- Catocala ella Butler, 1877
- Catocala elocata Esper, 1787 – Populierenweeskind
  - Catocala elocata locata Staudinger, [1892]
- Catocala elsa Beutenmüller, 1918
- Catocala eminens Staudinger, 1892
- Catocala epione Drury, [1773]
- Catocala erichi Brower, 1976
- Catocala euphemia Beutenmüller, 1907
- Catocala eutychea Treitschke, 1835
- Catocala faustina Strecker, 1873
- Catocala flavescens Hampson, 1894
- Catocala flebilis Grote, 1872
- Catocala florianii Saldaitis & Ivinskis, 2008
- Catocala formosana Okano, 1958
- Catocala francisca H. Edwards, 1880
- Catocala fraxini Linnaeus, 1758 – Blauw weeskind
  - Catocala fraxini jezoensis Matsumura, 1931
  - Catocala fraxini legionensis Gómez Bustillo & Vega Escandon, 1975
  - Catocala fraxini yuennanensis Mell, 1936
- Catocala frederici Grote, 1872
- Catocala fredi Bytinsky-Salz & Brandt, 1937
- Catocala fugitiva Warren, 1914
- Catocala fulminea Scopoli, 1763
  - Catocala fulminea chekiangensis Mell, 1933
  - Catocala fulminea fulminea Scopoli, 1763
  - Catocala fulminea xarippe Butler, 1877
- Catocala fuscinupta Hampson, 1913
- Catocala giuditta Schawerda, 1934
- Catocala glauditta Schawerda, 1934
- Catocala gracilis Edwards, 1864
- Catocala grisatra Brower, 1936
- Catocala grotiana Bailey, 1879
- Catocala grynea Cramer, [1780]
- Catocala habilis Grote, 1872
- Catocala haitzi Bang-Haas, 1936
- Catocala hariti Ishizuka & Ohshima, 2002
- Catocala heckendorni Meyer, 1952
- Catocala helena Eversmann, 1856
  - Catocala helena beicki Mell, 1936
  - Catocala helena kurenzovi Moltrecht, 1927
- Catocala hermia H. Edwards, 1880
- Catocala herodias Strecker, 1876
- Catocala hippolyta Strecker, 1874
- Catocala hoenei Mell, 1936
- Catocala hymenaea [Schiffermüller], 1775
- Catocala hymenoides Draeseke, 1927
- Catocala hyperconnexa Sugi, 1965
- Catocala ilia Cramer, [1776]
- Catocala illecta Walker, [1858]
- Catocala inconstans Butler, 1889
- Catocala infasciata Mell, 1936
- Catocala innubens Guenée, 1852
- Catocala insolabilis Guenée, 1852
- Catocala intacta Leech, 1889
  - Catocala intacta taiwana Sugi, 1965
- Catocala invasa Leech, 1900
- Catocala irene Behr, 1870
- Catocala ixion Druce, 1890
- Catocala jair Strecker, 1897
- Catocala jansseni Prout, 1924
- Catocala jessica H. Edwards, 1877
- Catocala johnsoniana Brower, 1976
- Catocala jonasii Butler, 1877
- Catocala judith Strecker, 1874
- Catocala juncta Staudinger, 1889
- Catocala junctura Walker, [1858]
- Catocala kasenko Ishizuka, 2007
- Catocala koreana Staudinger, 1892
- Catocala kotshubeji Sheljuzhko, 1927
- Catocala kuangtungensis Mell, 1931
  - Catocala kuangtungensis dejeani Mell, 1936
- Catocala kuznetsovi Püngeler, 1914
- Catocala lacrymosa Guenée, 1852
- Catocala lara Bremer, 1861
  - Catocala lara pallidamajor Mell, 1939
- Catocala laura Speidel, Ivinskis & Saldaitis, 2008
- Catocala largetaui Oberthür, 1881
  - Catocala largetaui yunnana Mell, 1936
- Catocala leechi Hampson, 1913
- Catocala lehmanni Speidel, Ivinskis & Saldaitis, 2008
- Catocala lesbia Christoph, 1887
  - Catocala lesbia fittkaui Kravchenko et al., 2008
  - Catocala lesbia lesbia Christoph, 1887
- Catocala lincolnana Brower, 1976
- Catocala lineella Grote, 1872
- Catocala locata Staudinger, 1891
- Catocala longipalpis Mell, 1936
- Catocala luciana Strecker, 1874
- Catocala lupina Herrich-Schäffer, [1851]
  - Catocala lupina kastshenkoi Sheljuzhko, 1943
- Catocala luscinia Brandt, 1938
- Catocala macula Hampson, 1891
- Catocala maculata Vincent, 1919
- Catocala maestosa Hulst, 1884
- Catocala manitoba Beutenmüller, 1908
- Catocala mariana Rambur, 1858
- Catocala marmorata Edwards, 1864
- Catocala martyrum Oberthür, 1881
- Catocala mcdunnoughi Brower, 1937
- Catocala meskei Grote, 1873
- Catocala mesopotamica Kusnezov, 1903
- Catocala messalina Guenée, 1852
- Catocala micronympha Guenée, 1852
- Catocala minuta Edwards, 1864
- Catocala mira Grote, 1876
- Catocala miranda H. Edwards, 1881
- Catocala mirifica Butler, 1877
- Catocala moltrechti Bang-Haas, 1927
- Catocala muliercula Guenée, 1852
- Catocala musmi Hampson, 1913
- Catocala naganoi Sugi, 1982
- Catocala nagioides Wileman, 1924
- Catocala naumanni Sviridov, 1996
- Catocala nebulosa Edwards, 1864
- Catocala neglecta Staudinger, 1888
- Catocala neogama Smith, 1797
- Catocala neonympha Esper, 1805
  - Catocala neonympha osthelderensis Hacker, 1990
  - Catocala neonympha variegata Warren, 1913
- Catocala nevadensis Beutenmüller, 1907
- Catocala nivea Butler, 1877
  - Catocala nivea asahinaorum Owada, 1986
  - Catocala nivea krosawai Owada, 1986
- Catocala nozawae Matsumura, 1911
- Catocala nubila Butler, 1881
- Catocala nupta Linnaeus, 1767 – Rood weeskind
  - Catocala nupta alticola Mell, 1942
  - Catocala nupta centralasiae Kusnezov, 1903
  - Catocala nupta clara Osthelder, 1933
  - Catocala nupta concubia Walker, [1858]
  - Catocala nupta japonica Mell, 1936
  - Catocala nupta kansuensis O. Bang-Haas, 1927
  - Catocala nupta japonica Mell, 1936
  - Catocala nupta nozawae Matsumura, 1911
  - Catocala nupta nuptialis Staudinger, 1901
  - Catocala nupta obscurata Oberthür, 1880
- Catocala nuptialis Walker, [1858]
- Catocala nymphaea Esper, 1787
- Catocala nymphaeoides Herrich-Schäffer, 1852
- Catocala nymphagoga Esper, 1787 – Klein geel weeskind
- Catocala oberthurii Austaut, 1879
- Catocala obscena Alphéraky, 1879
- Catocala obscura Strecker, 1873
- Catocala okurai Sugi, 1965
- Catocala olgaorlovae Kravchenko et al., 2008
  - Catocala olgaorlovae duschara Lewandowski & Tober, 2008
  - Catocala olgaorlovae olgaorlovae Kravchenko et al., 2008
- Catocala olivia H. Edwards, 1880
- Catocala ophelia H. Edwards, 1880
- Catocala optata Godart, 1824
  - Catocala optata atlantica Le Cerf, 1932
- Catocala optima Staudinger, 1888
- Catocala orba Kuznezov, 1903
- Catocala orientalis Staudinger, 1877
- Catocala oshimai Ishizuka, 2001
- Catocala pacta Linnaeus, 1758
  - Catocala pacta deserta Kozhantschikov, 1925
- Catocala paegnax
- Catocala paki Kishida, 1981
- Catocala palaeogama Guenée, 1852
- Catocala parta Guenée, 1852
- Catocala patala Felder & Rogenhofer, 1874
  - Catocala patala patala
  - Catocala patala volcanica
- Catocala pataloides Mell, 1931
- Catocala persimilis Warren, 1888
- Catocala piatrix Grote, 1864
  - Catocala piatrix dionyza H. Edwards, 1884
- Catocala pirata Herz, 1904
- Catocala praeclara Grote & Robinson, 1866
- Catocala praegnax Walker, 1858
  - Catocala praegnax sakaii Kishida, 1981
- Catocala pretiosa Lintner, 1876
- Catocala prolifica Walker, 1857
- Catocala promissa [Schiffermüller], 1775 – Eikenweeskind
- Catocala proxeneta Alphéraky, 1895
  - Catocala proxeneta sutschana Sheljuzhko, 1943
- Catocala puella Leech, 1889
- Catocala puerpera Giorna, 1791
- Catocala puerperoides Kravchenko et al., 2008
- Catocala pura Hulst, 1880
- Catocala rama Moore, [1885]
- Catocala relicta Walker, [1858]
- Catocala remissa Staudinger, 1892
- Catocala repudiata Staudinger, 1888
- Catocala residua Grote, 1874
- Catocala retecta Grote, 1872
  - Catocala retecta luctuosa Hulst, 1884
- Catocala rhodosoma Röber, 1927
- Catocala robinsoni Grote, 1872
- Catocala sappho Strecker, 1874
- Catocala seiohbo Ishizuka, 2002
- Catocala semirelicta Grote, 1874
- Catocala separans Leech, 1889
- Catocala separata Freyer, 1846
- Catocala serena Edwards, 1864
- Catocala sheba Cassino, 1919
- Catocala shirozui Sugi, 1982
- Catocala similis Edwards, 1864
- Catocala solntsevi Sviridov, 1997
- Catocala sordida Grote, 1877
- Catocala sponsa Linnaeus, 1767 – Karmozijnrood weeskind
- Catocala sponsalis Walker, 1858
- Catocala streckeri Staudinger, 1888
- Catocala stretchi Behr, 1870
- Catocala subnata Grote, 1864
- Catocala sultana A. Bang-Haas, 1910
- Catocala szechuena Hampson, 1913
- Catocala tapestrina Moore, 1882
  - Catocala tapestrina forresti Mell, 1939
- Catocala texanae French, 1902
- Catocala texarkana Brower, 1976
- Catocala thomsoni Prout, 1924
- Catocala timur Bang-Haas, 1907
- Catocala titania Dodge, 1900
- Catocala tokui Sugi, 1976
- Catocala triphaenoides Oberthür, 1881
- Catocala ulalume Strecker, 1878
- Catocala uljanae Sinyaev, Saldaitis & Ivinskis, 2007
- Catocala ultronia Hübner, 1823
- Catocala umbrosa Brou, 2002
- Catocala unijuga Walker, [1858]
- Catocala verilliana Grote, 1875
- Catocala vestalis Boisduval, 1829
- Catocala vidua Smith, 1797
- Catocala violenta H. Edwards, 1880
- Catocala viviannae Hacker & Kautt, 1996
- Catocala weigerti Hacker, 1999
- Catocala whitneyi Dodge, 1874
- Catocala wushensis Okano, 1964
- Catocala xizangensis Chen, 1991

### Europese soorten

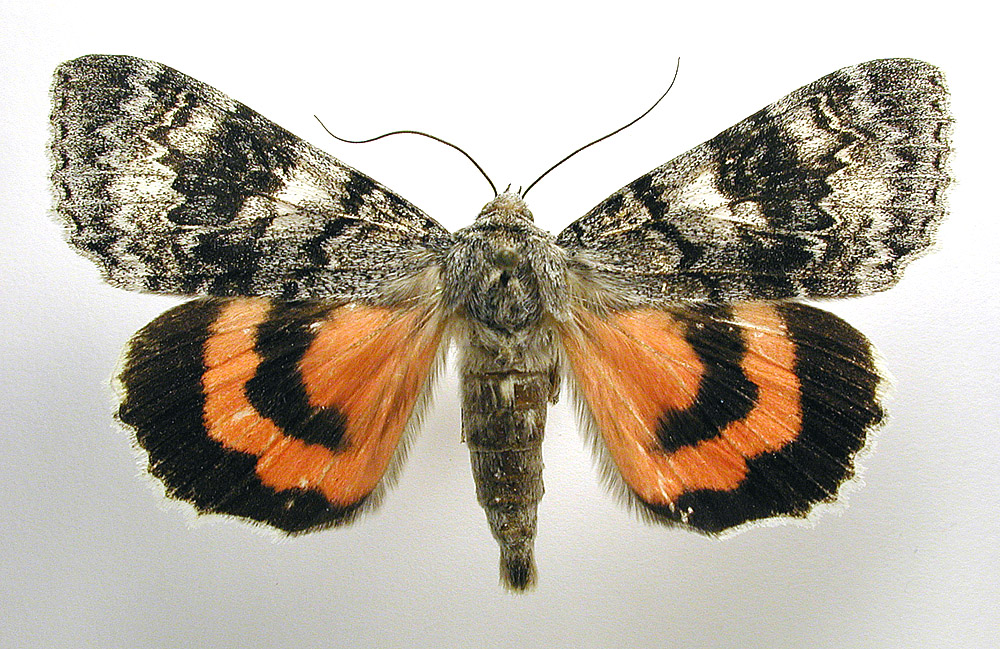
Catocala adultera
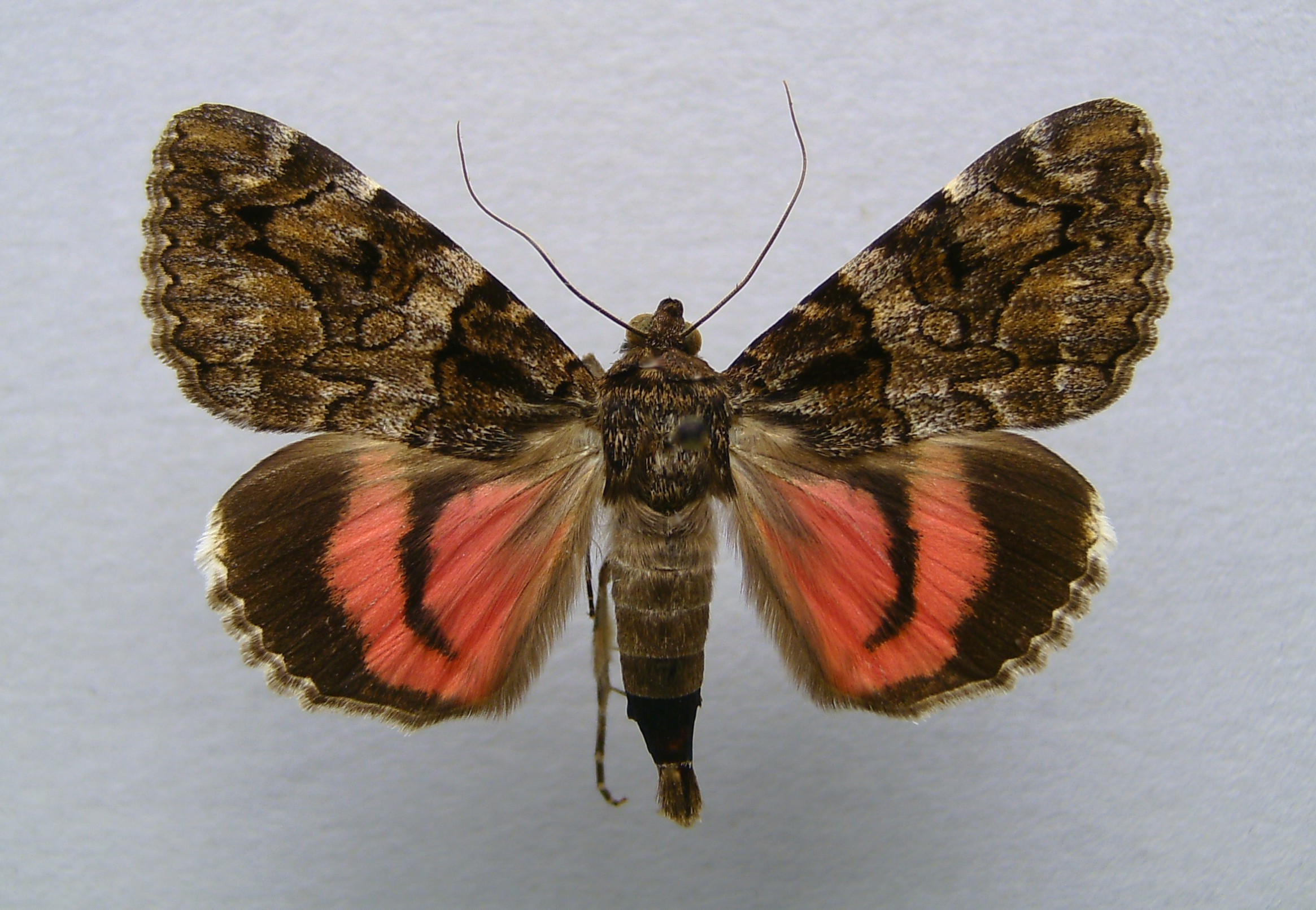
Catocala coniuncta
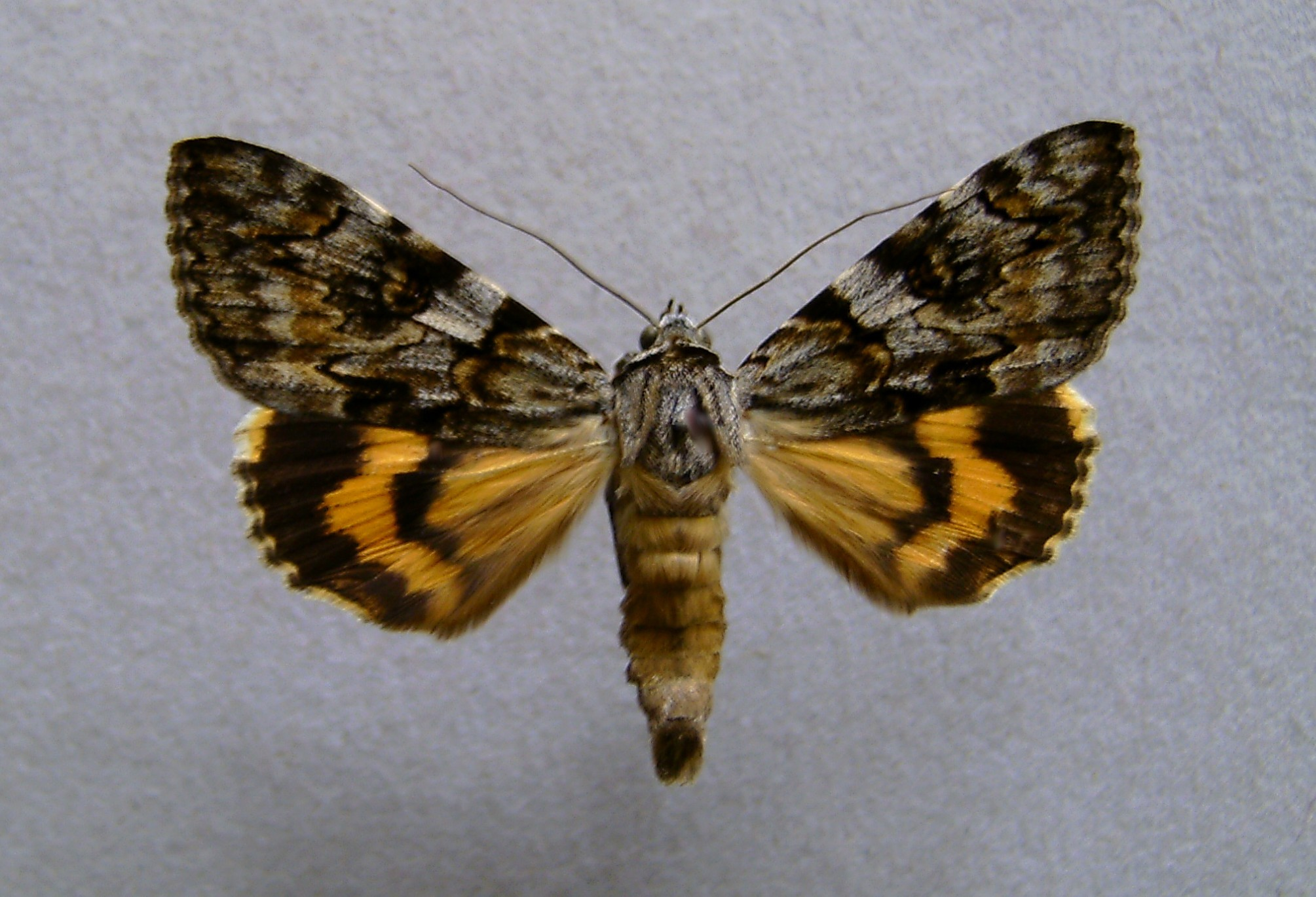
Catocala conversa
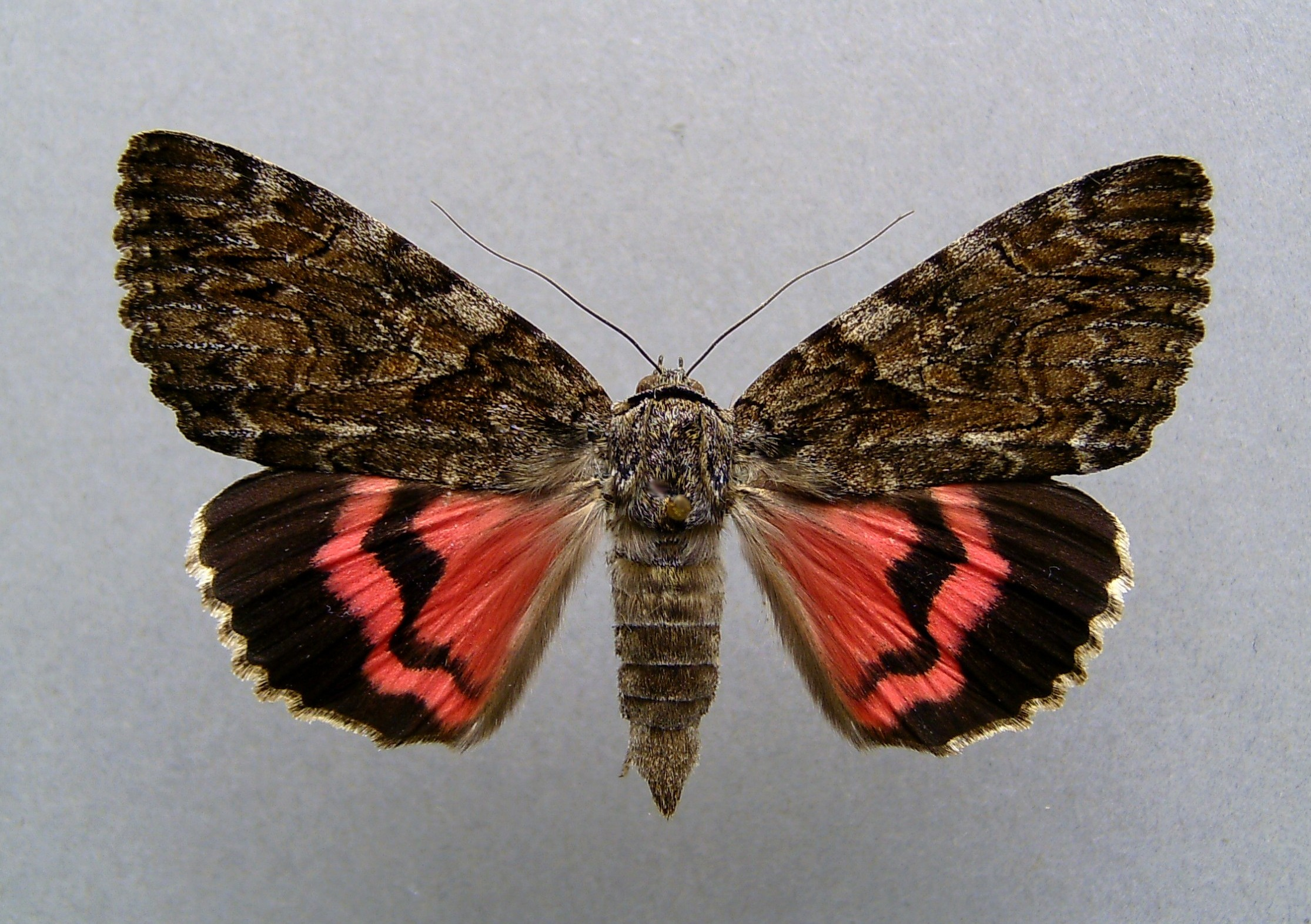
Catocala dilecta
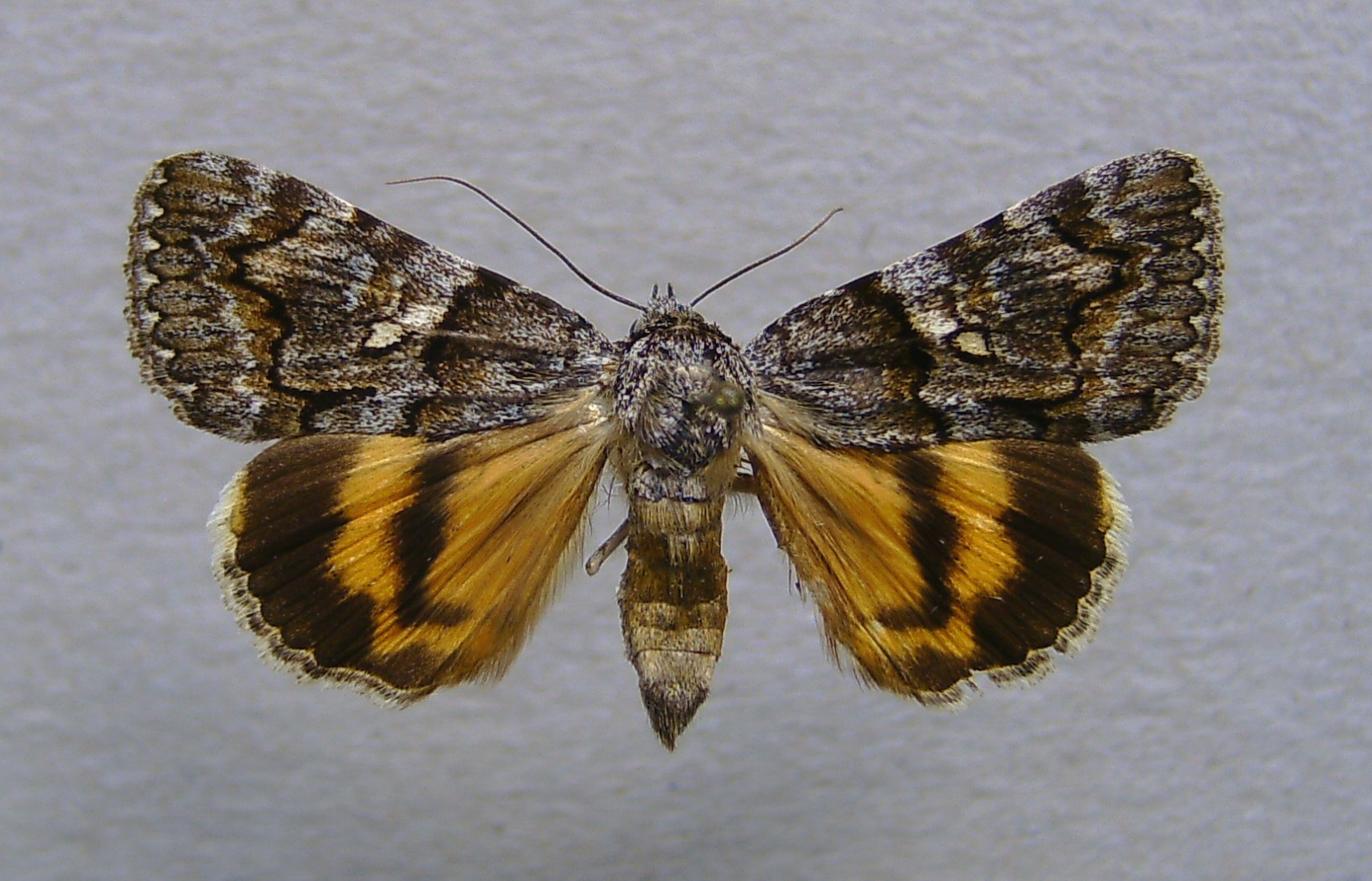
Catocala disjuncta
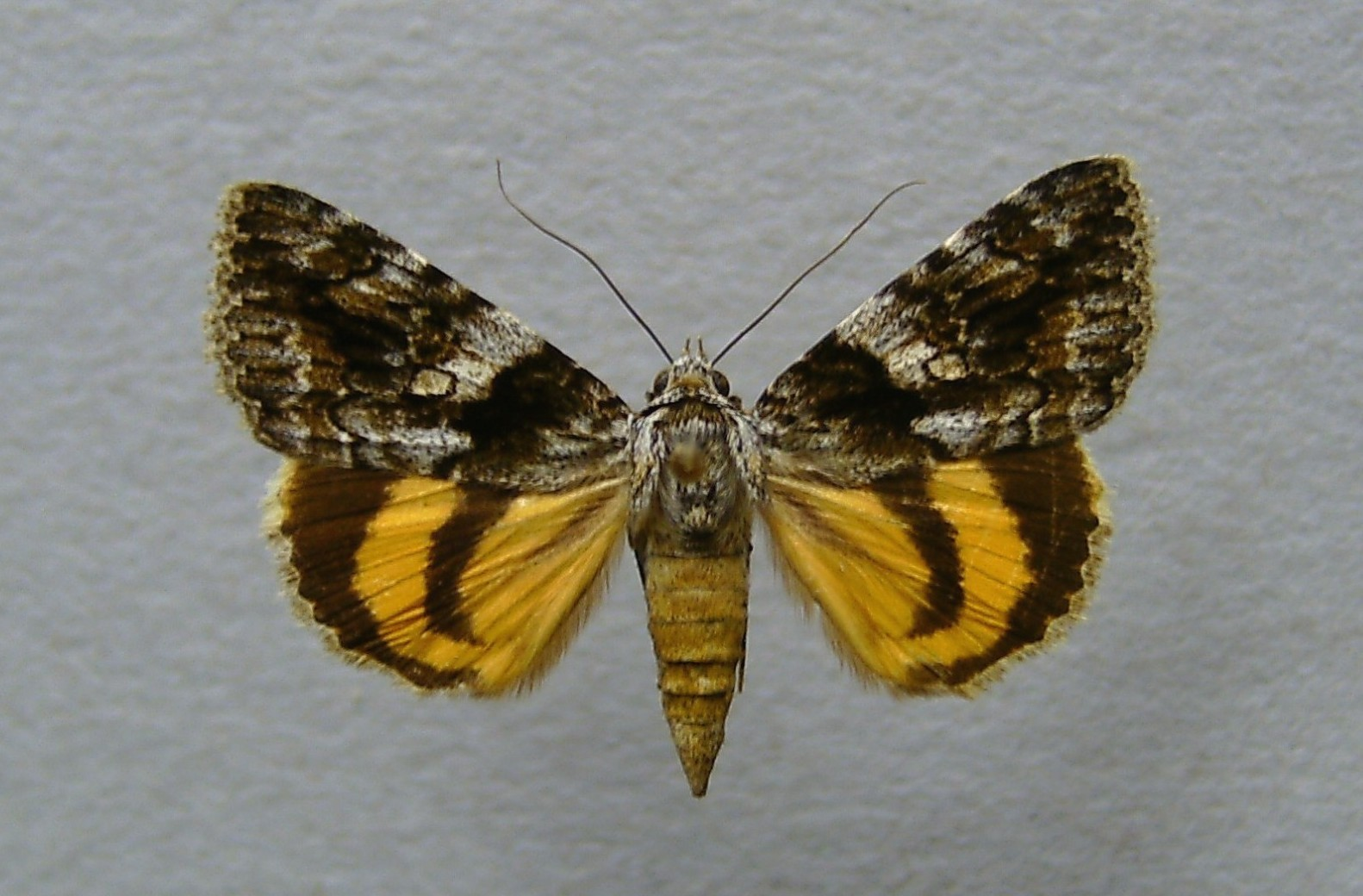
Catocala diversa
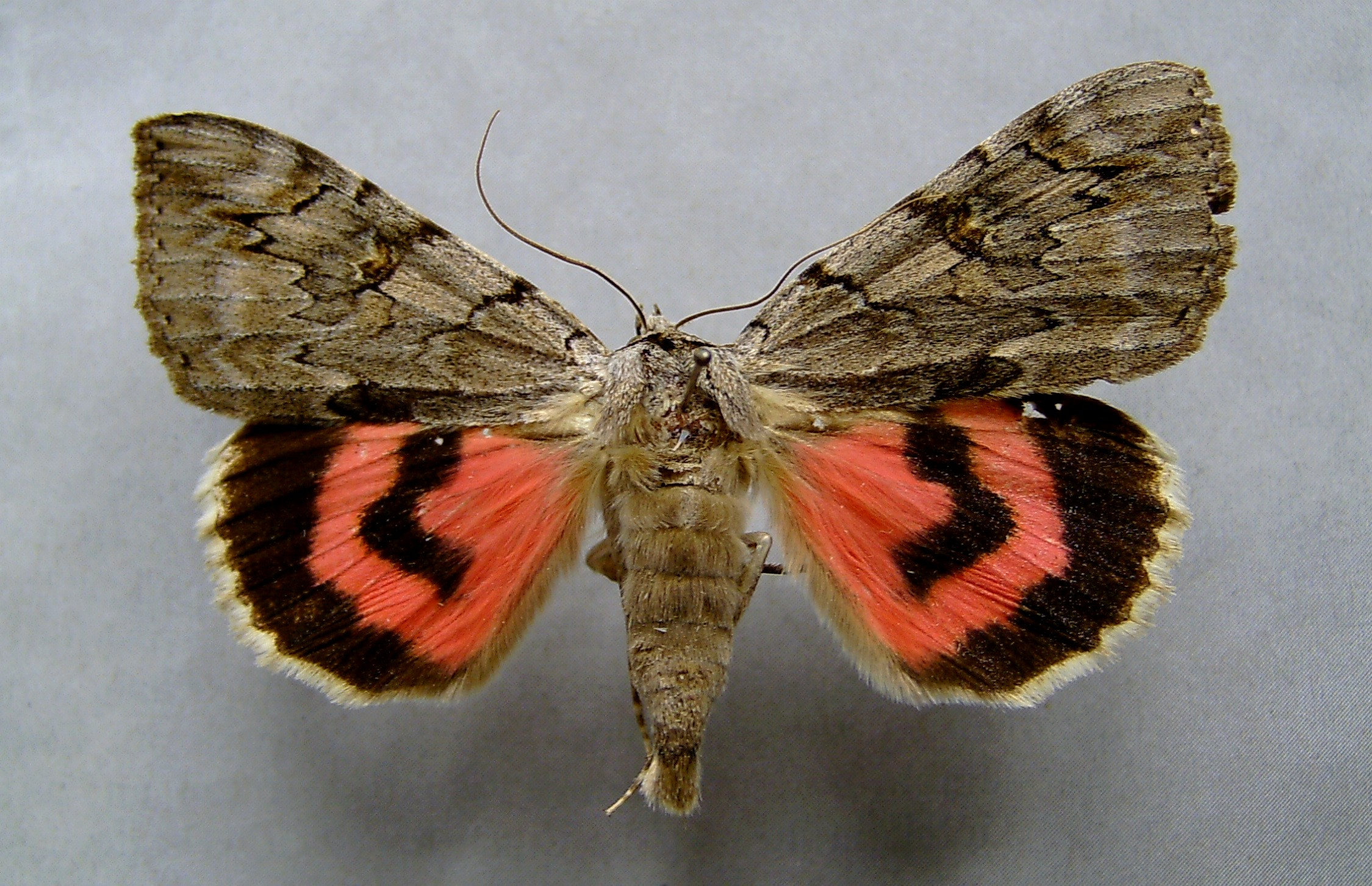
Wilgenweeskind (Catocala electa)
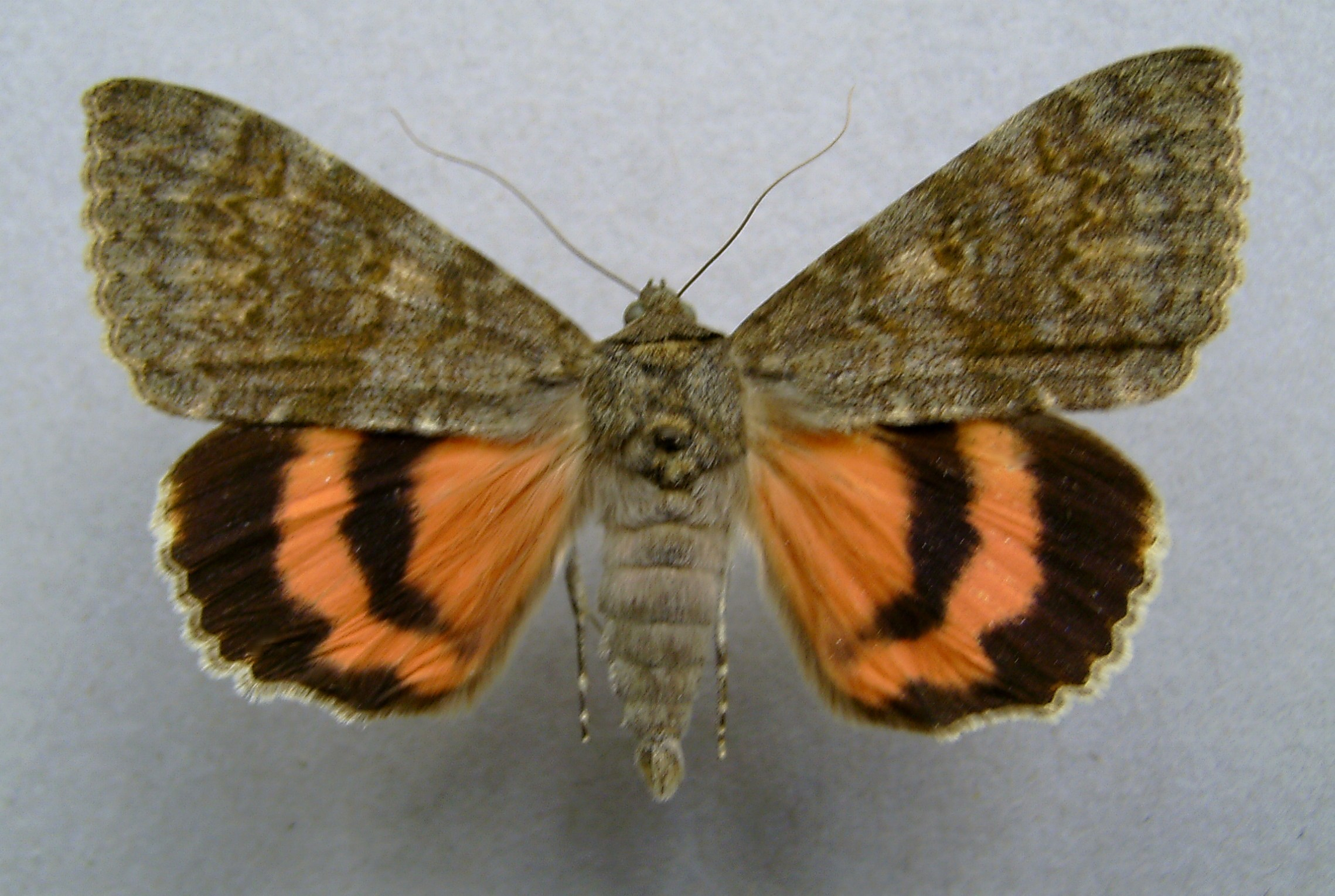
Populierenweeskind (Catocala elocata))
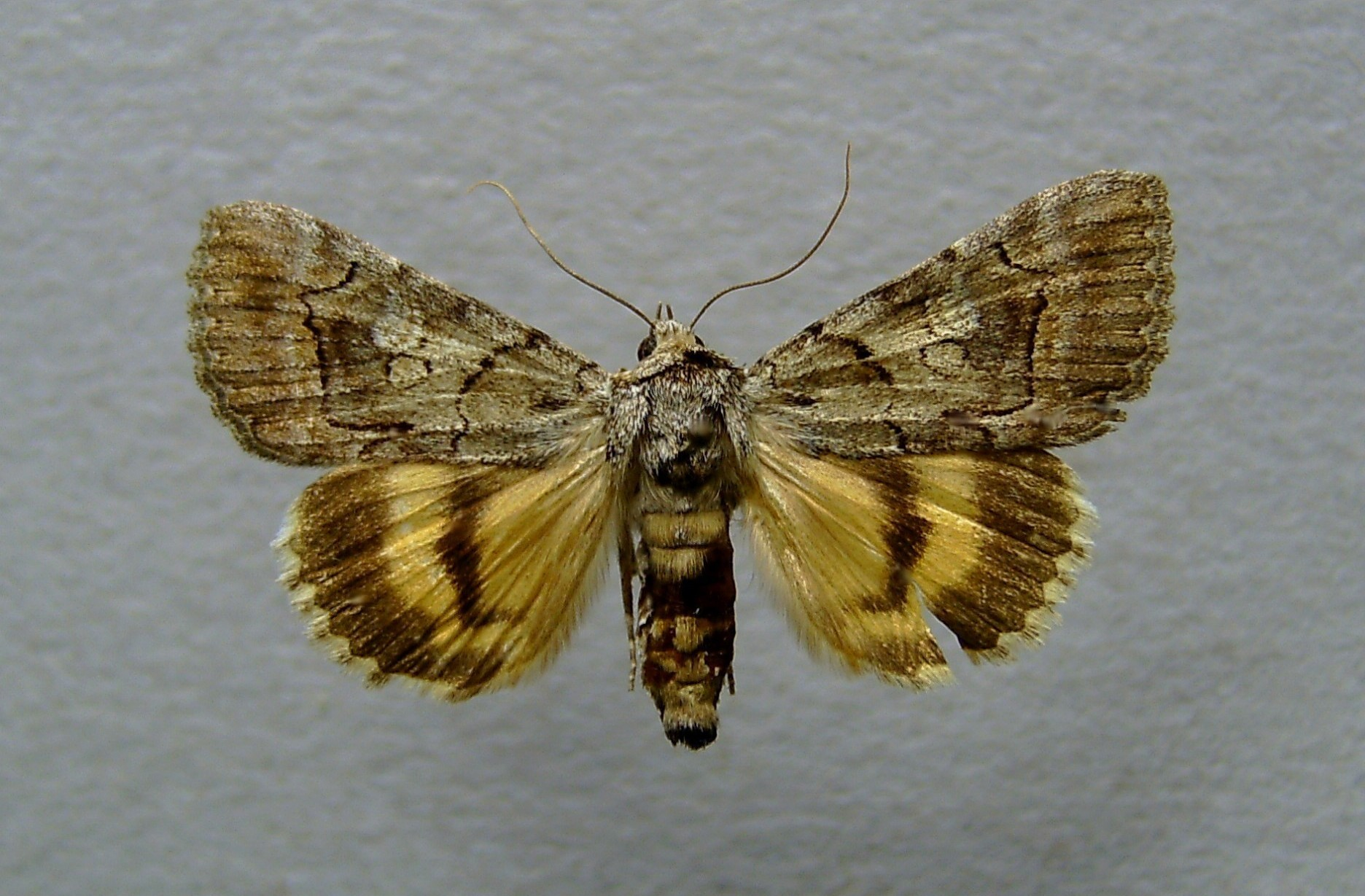
Catocala eutychea
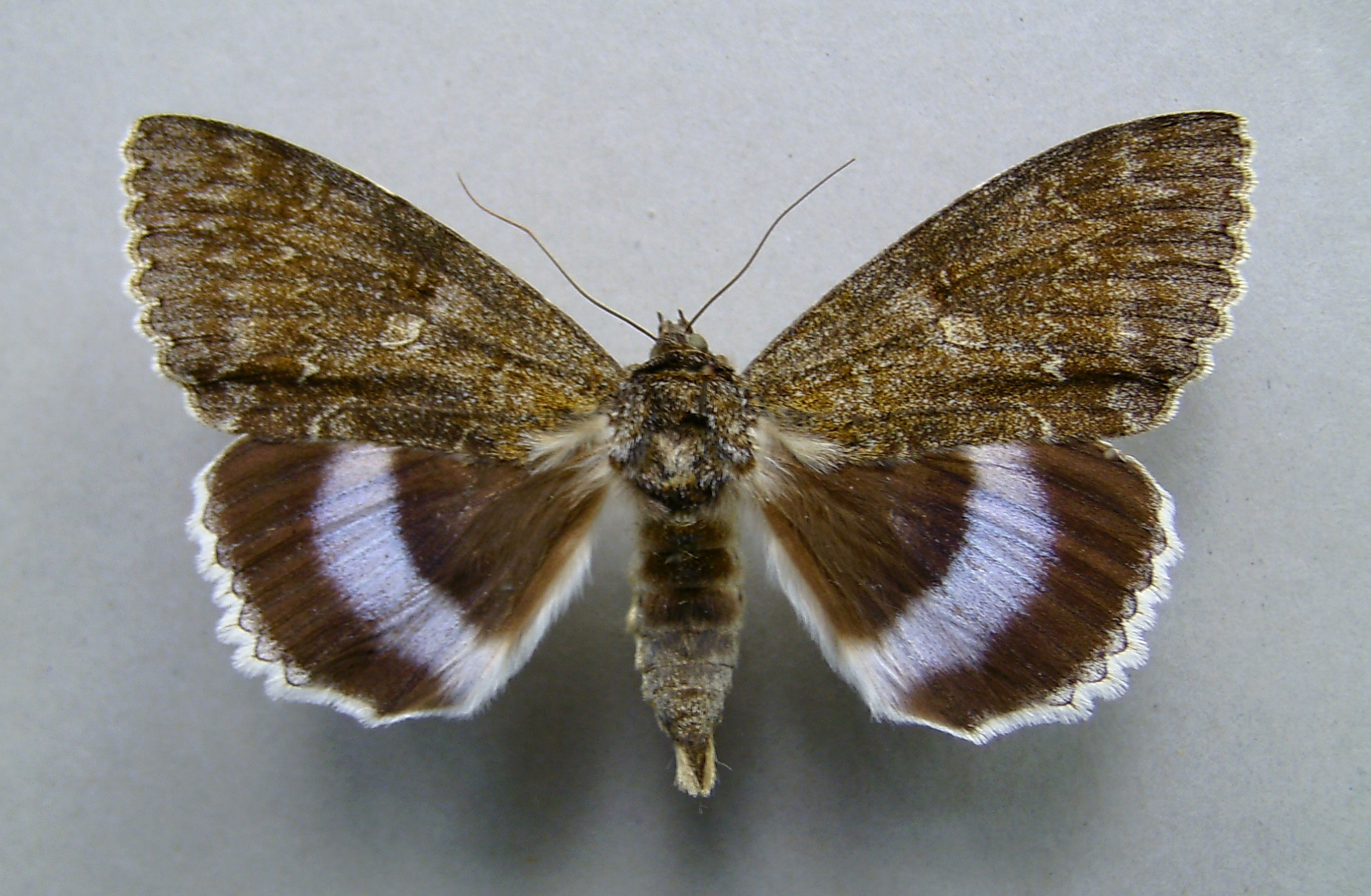
Blauw weeskind (Catocala fraxini)
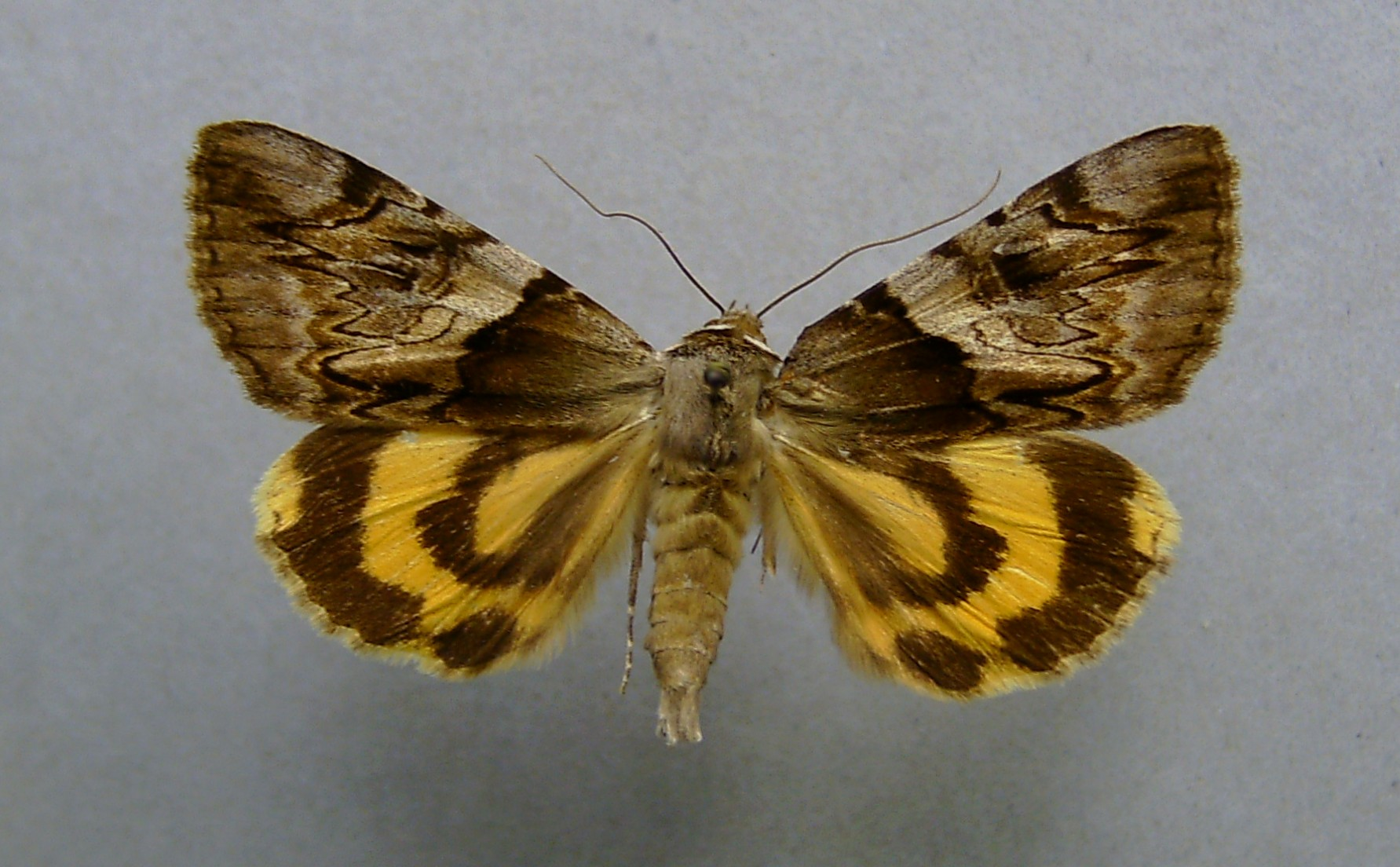
Catocala fulminea
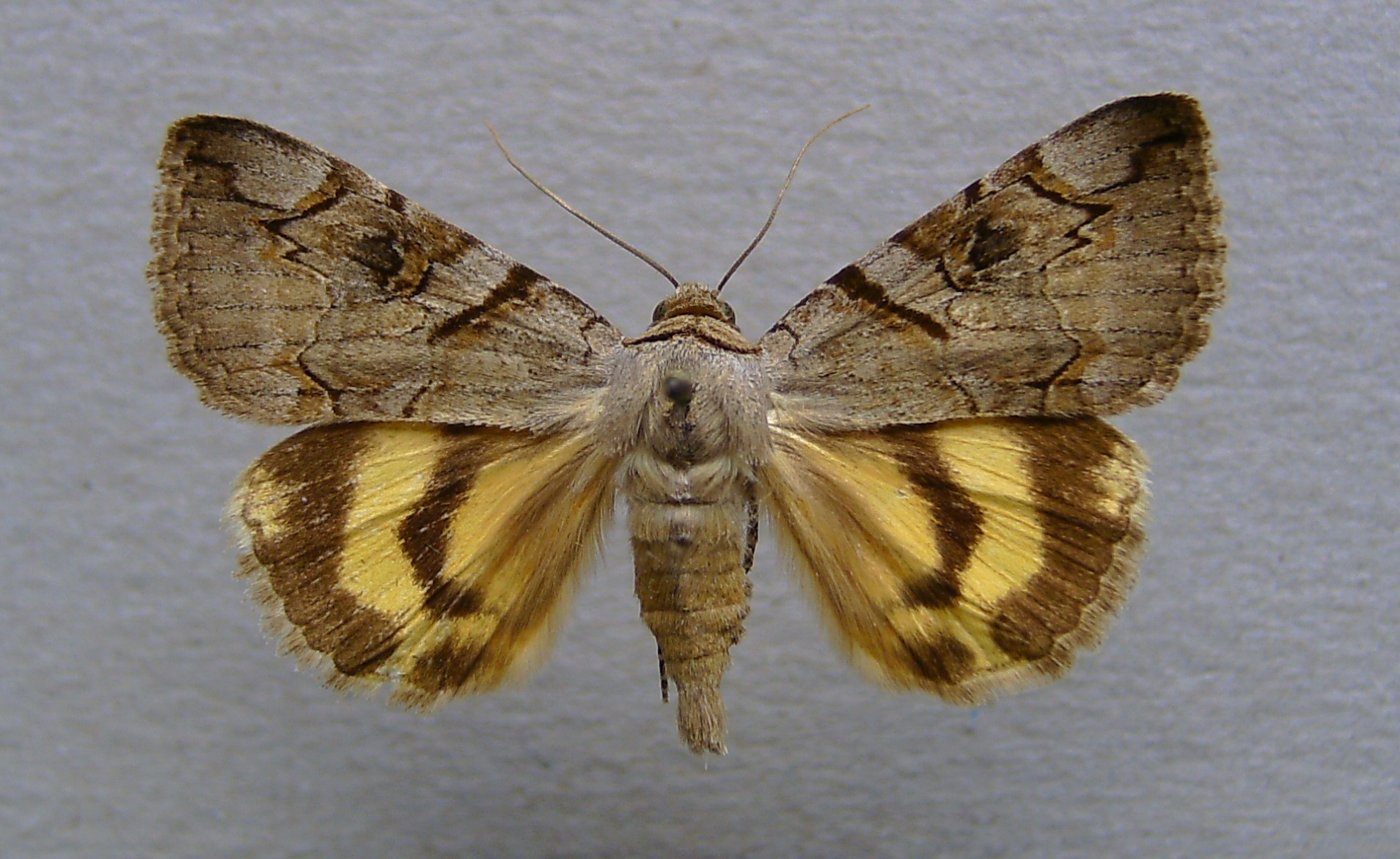
Catocala hymenaea
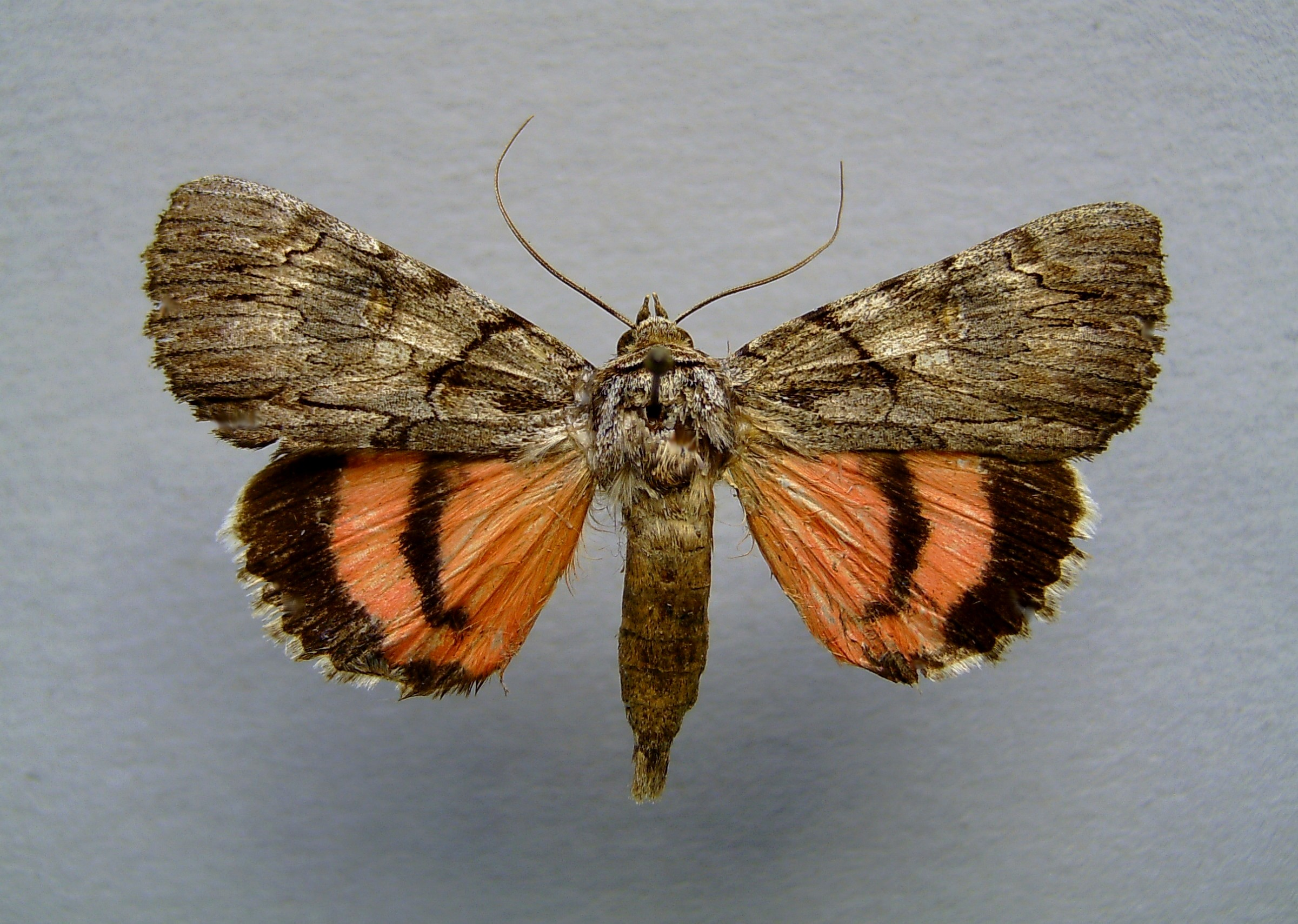
Catocala lupina
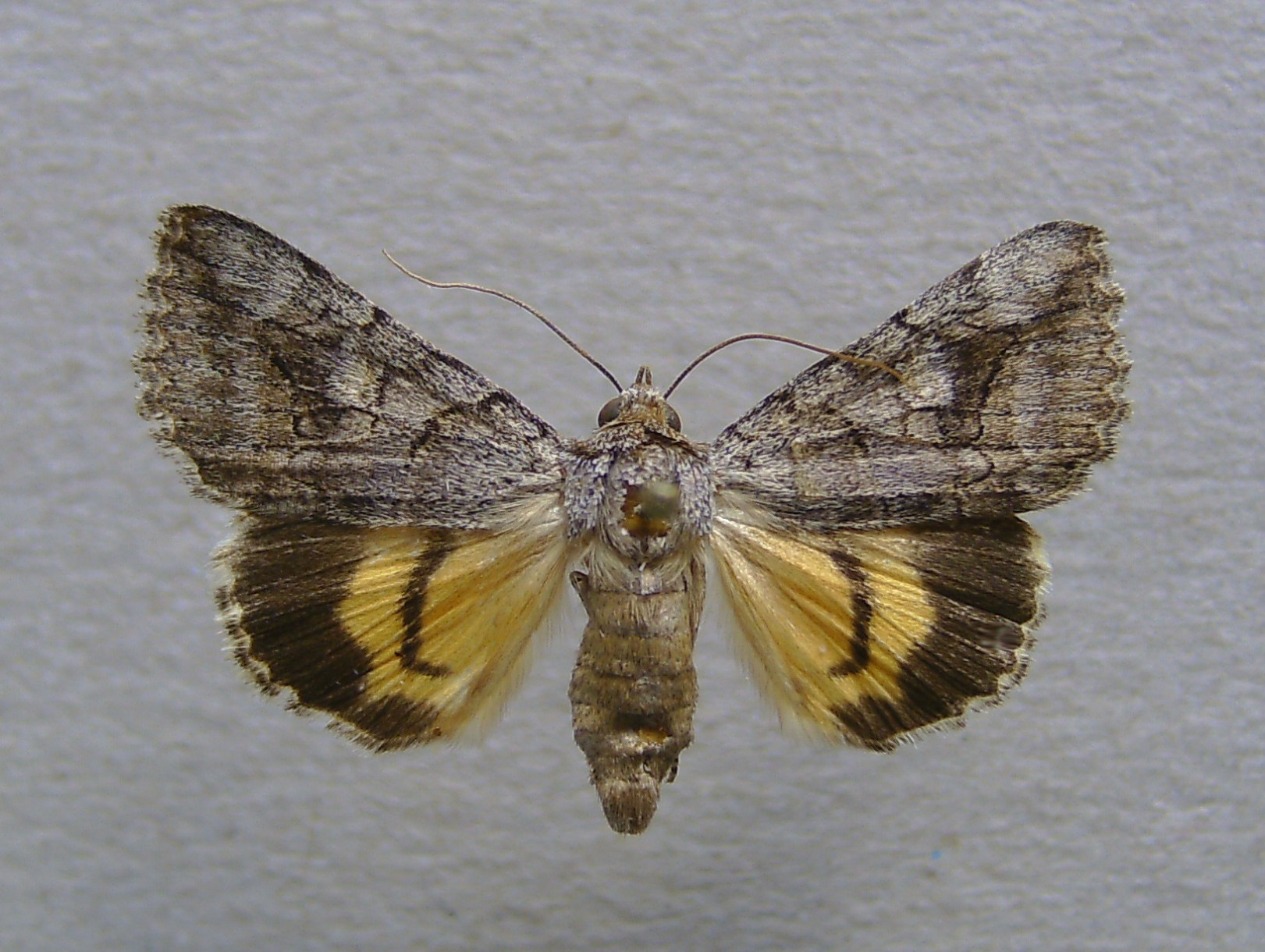
Catocala mariana
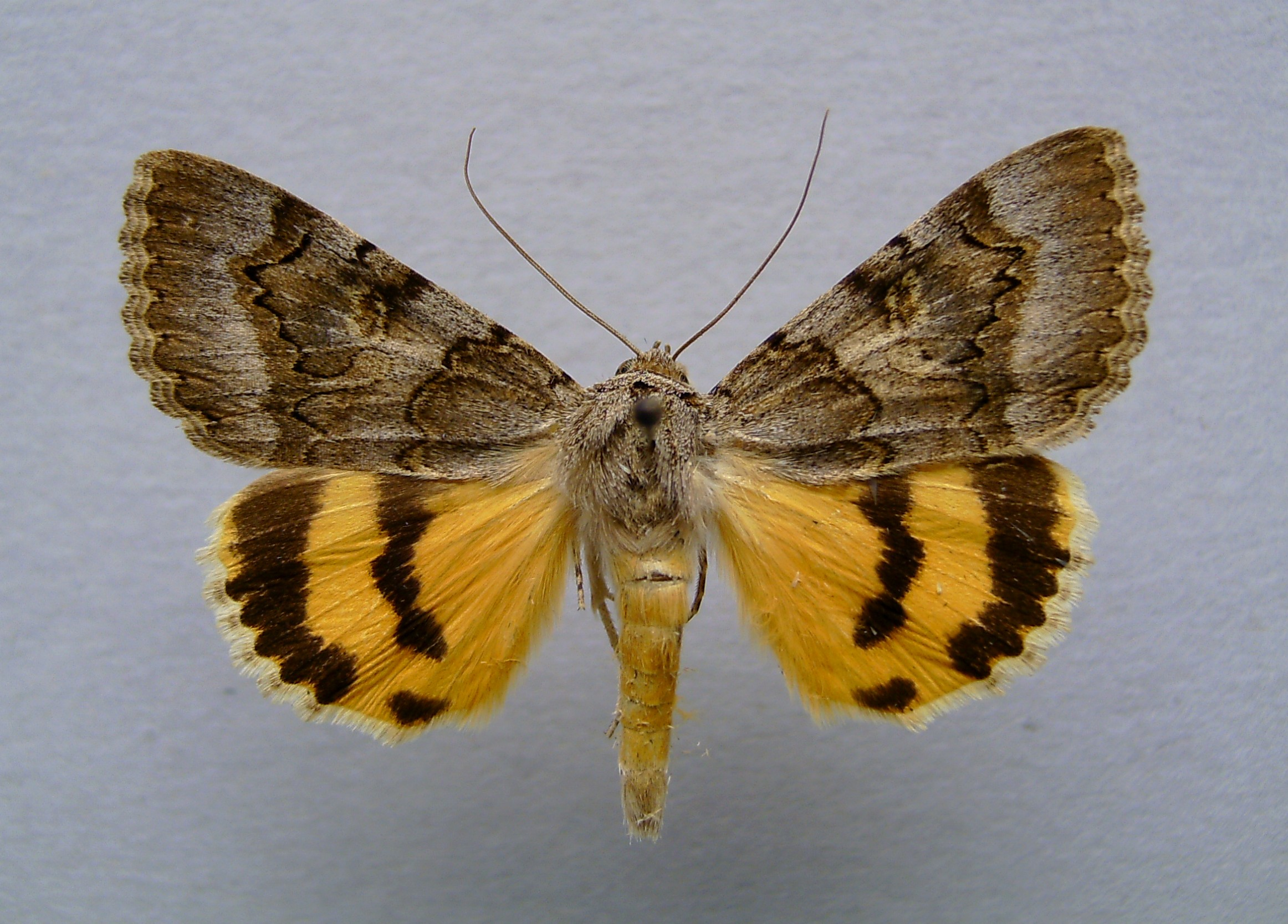
Catocala neonympha
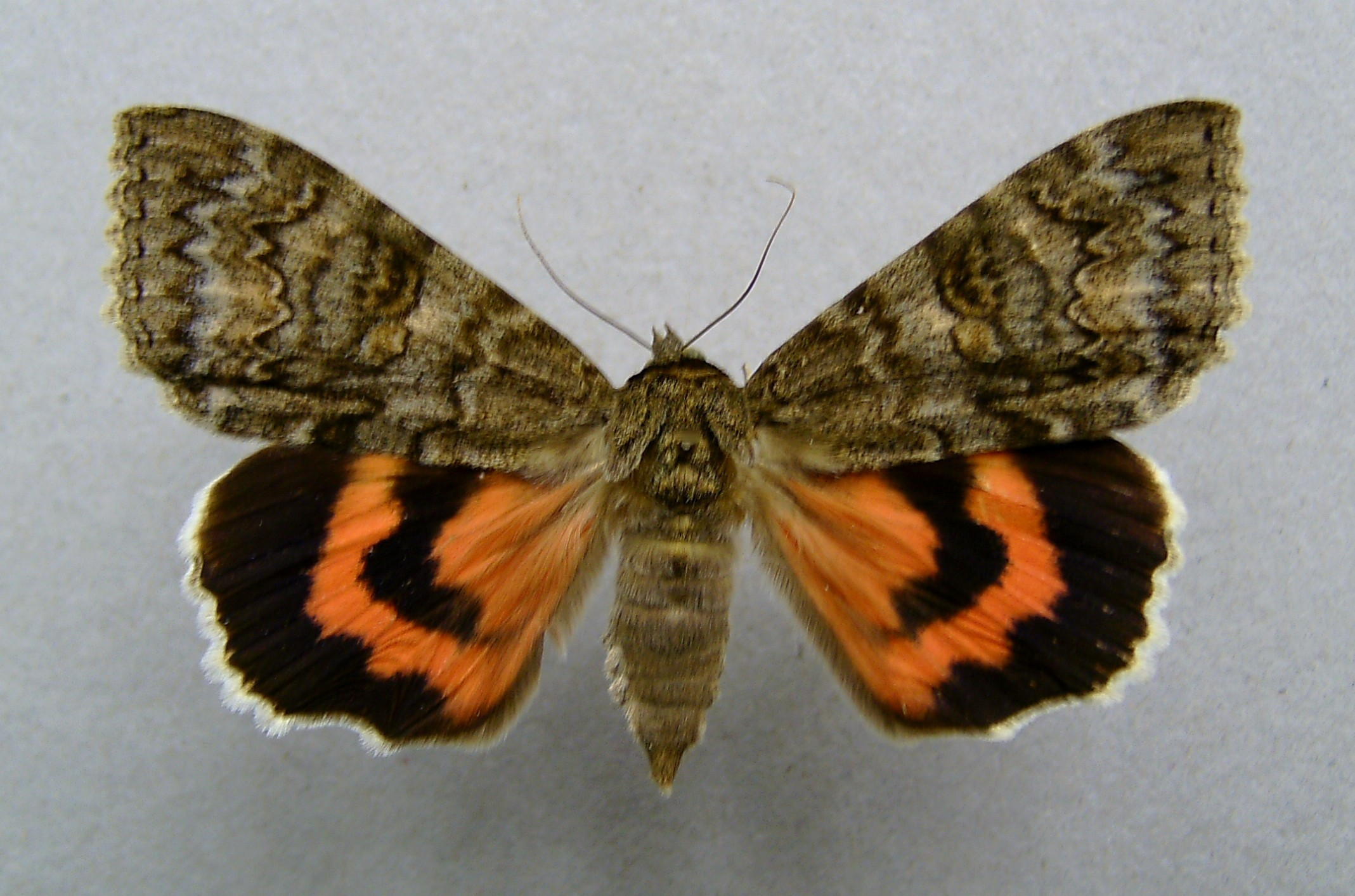
Rood weeskind (Catocala nupta)
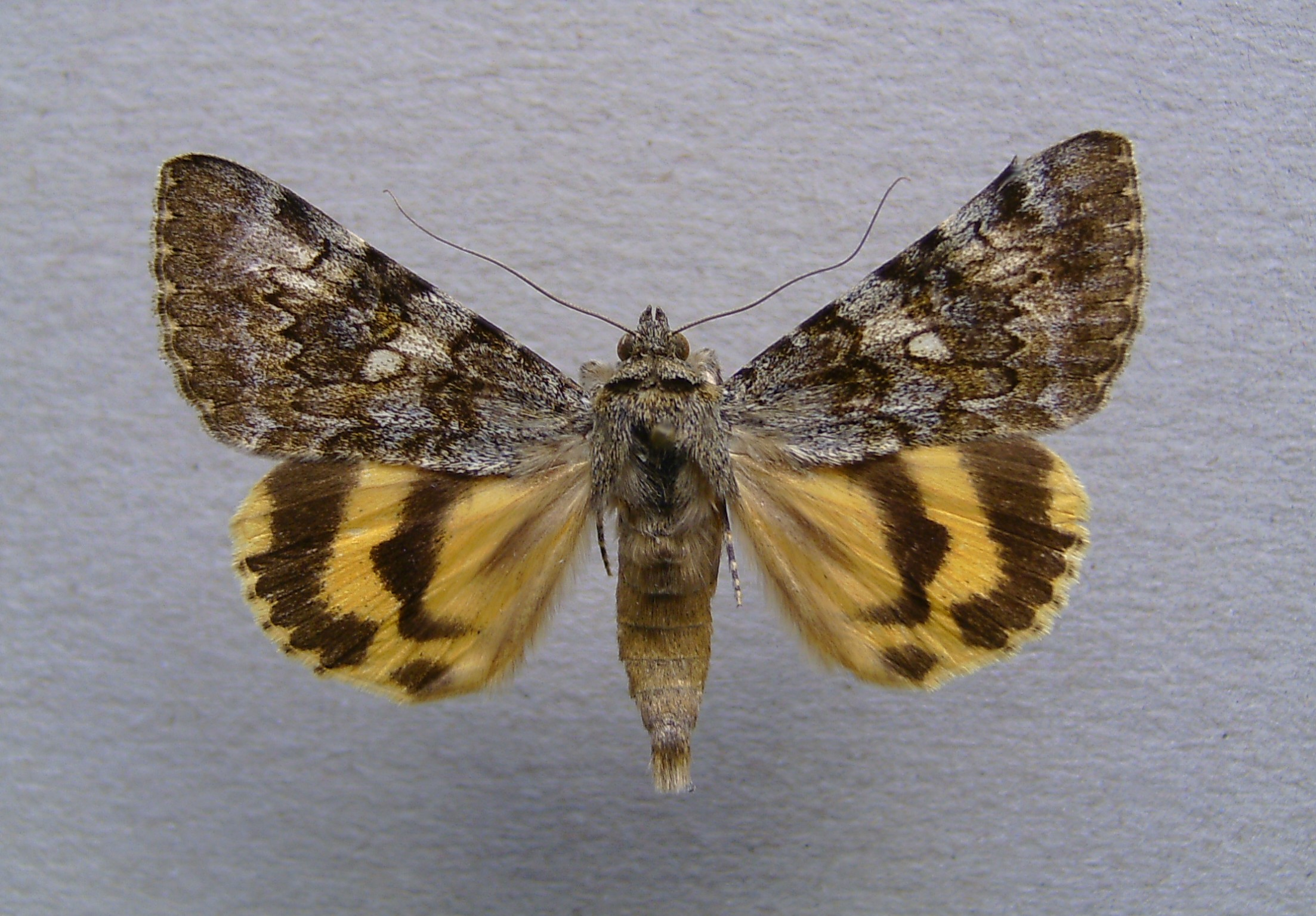
Catocala nymphaea
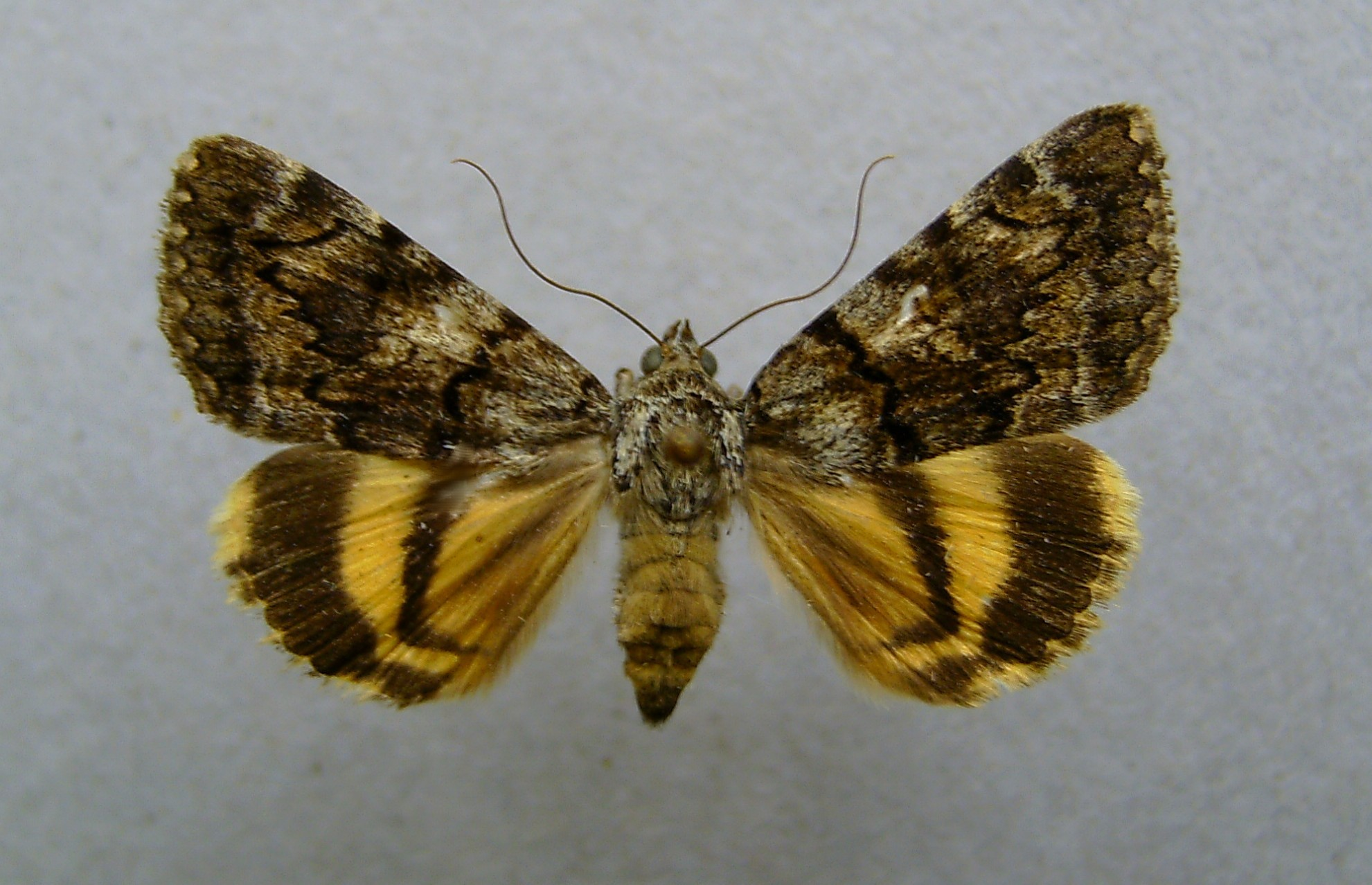
Klein geel weeskind (Catocala nymphagoga)
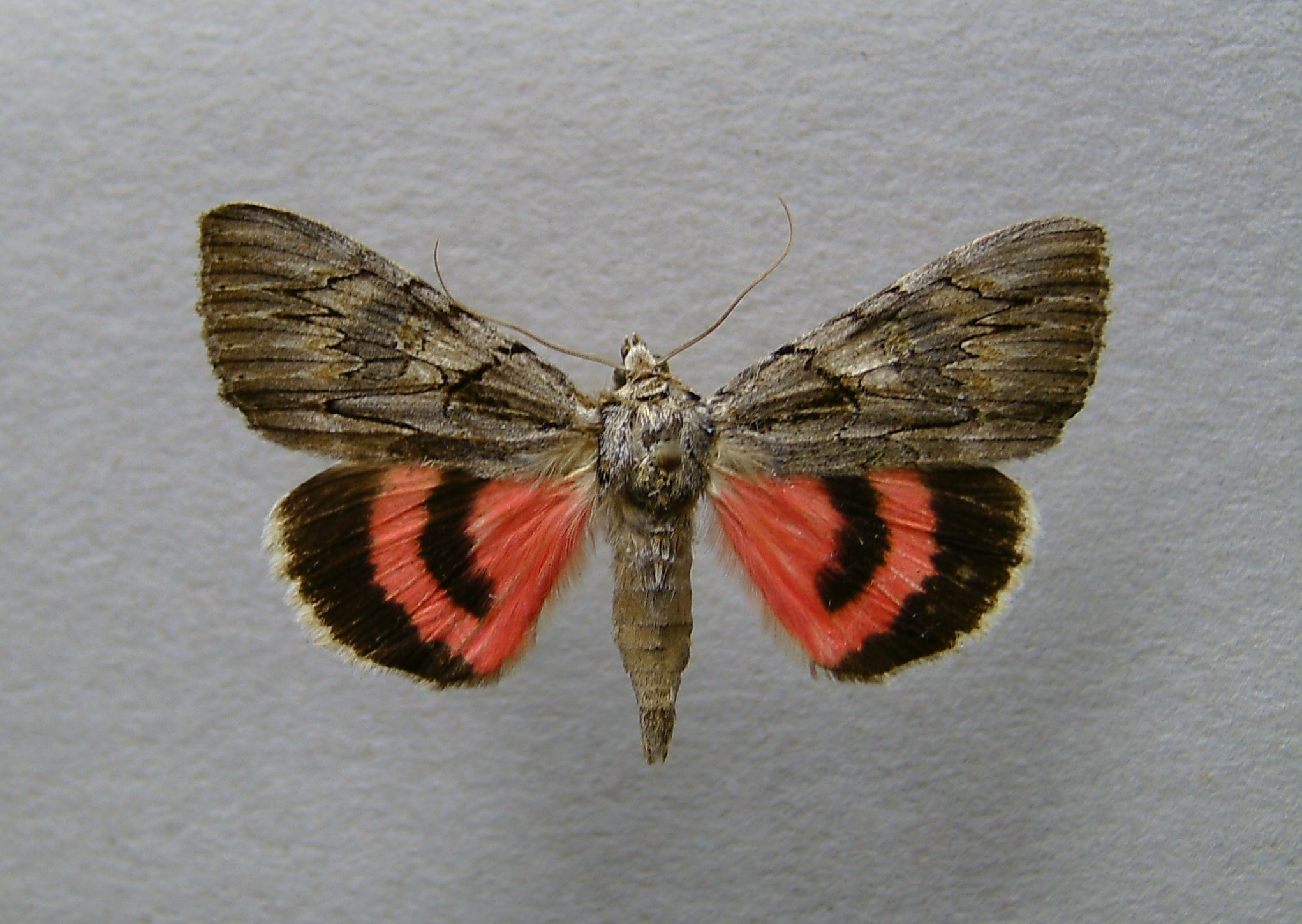
Catocala optata
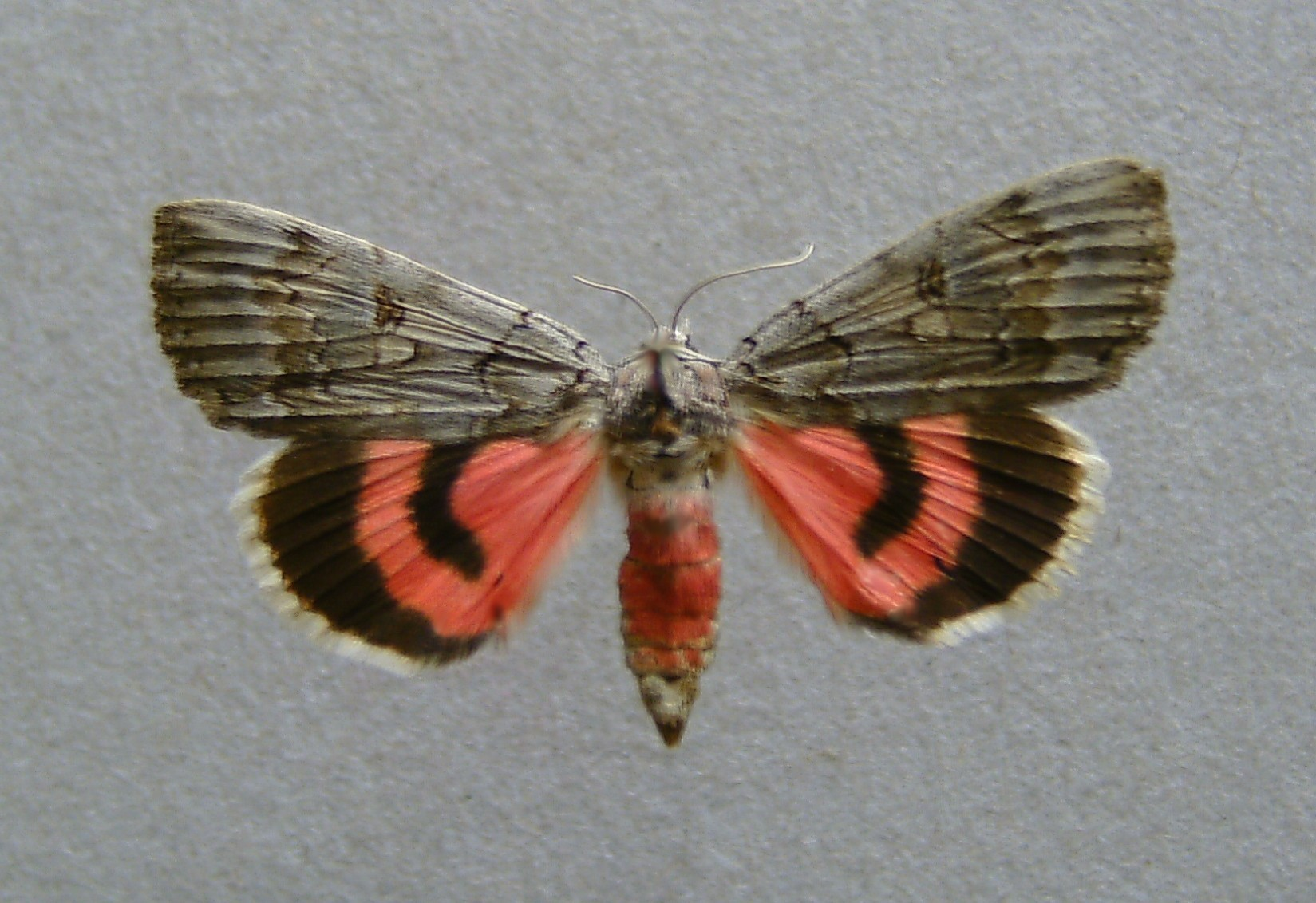
Catocala pacta
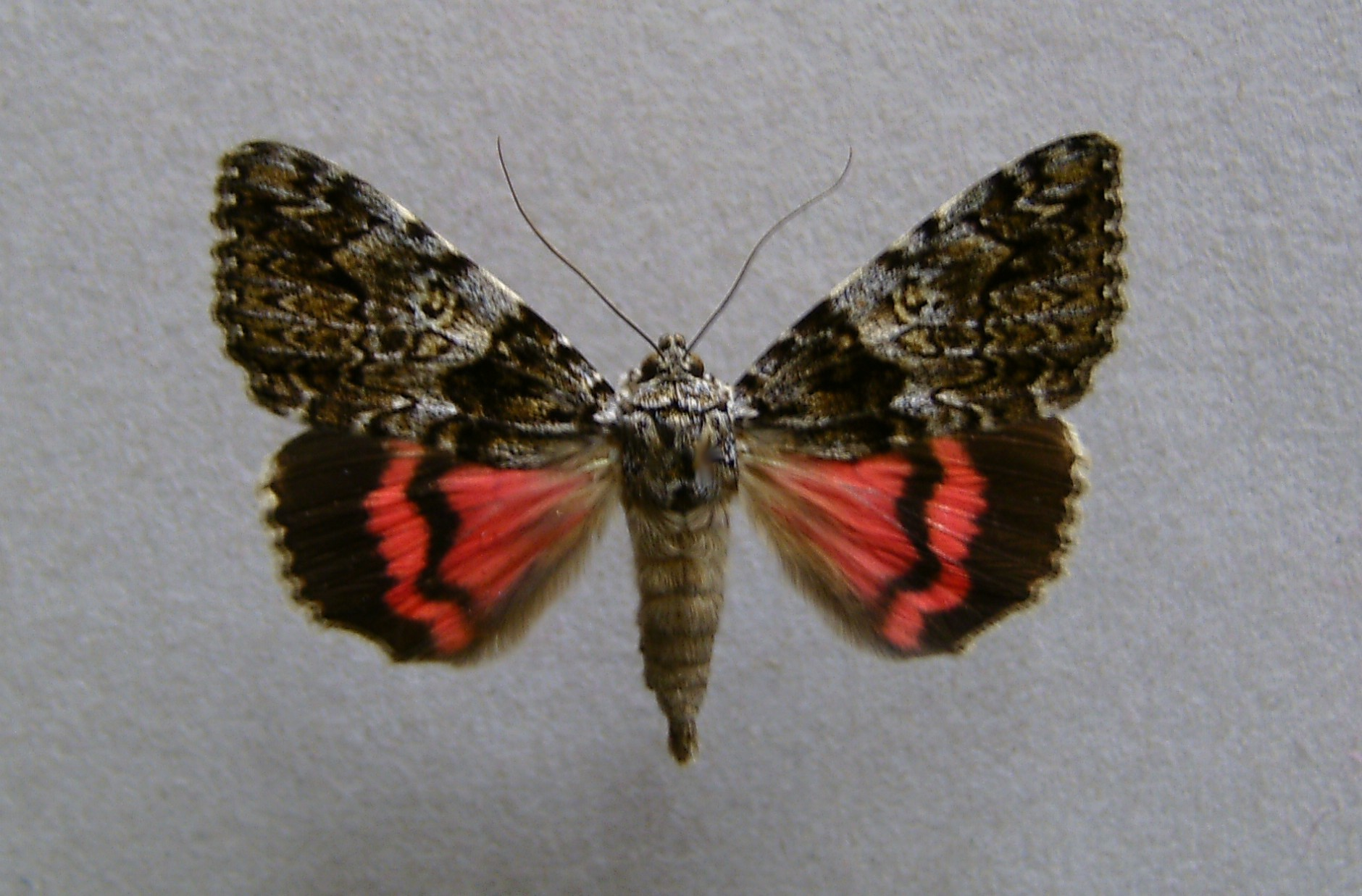
Eikenweeskind (Catocala promissa)
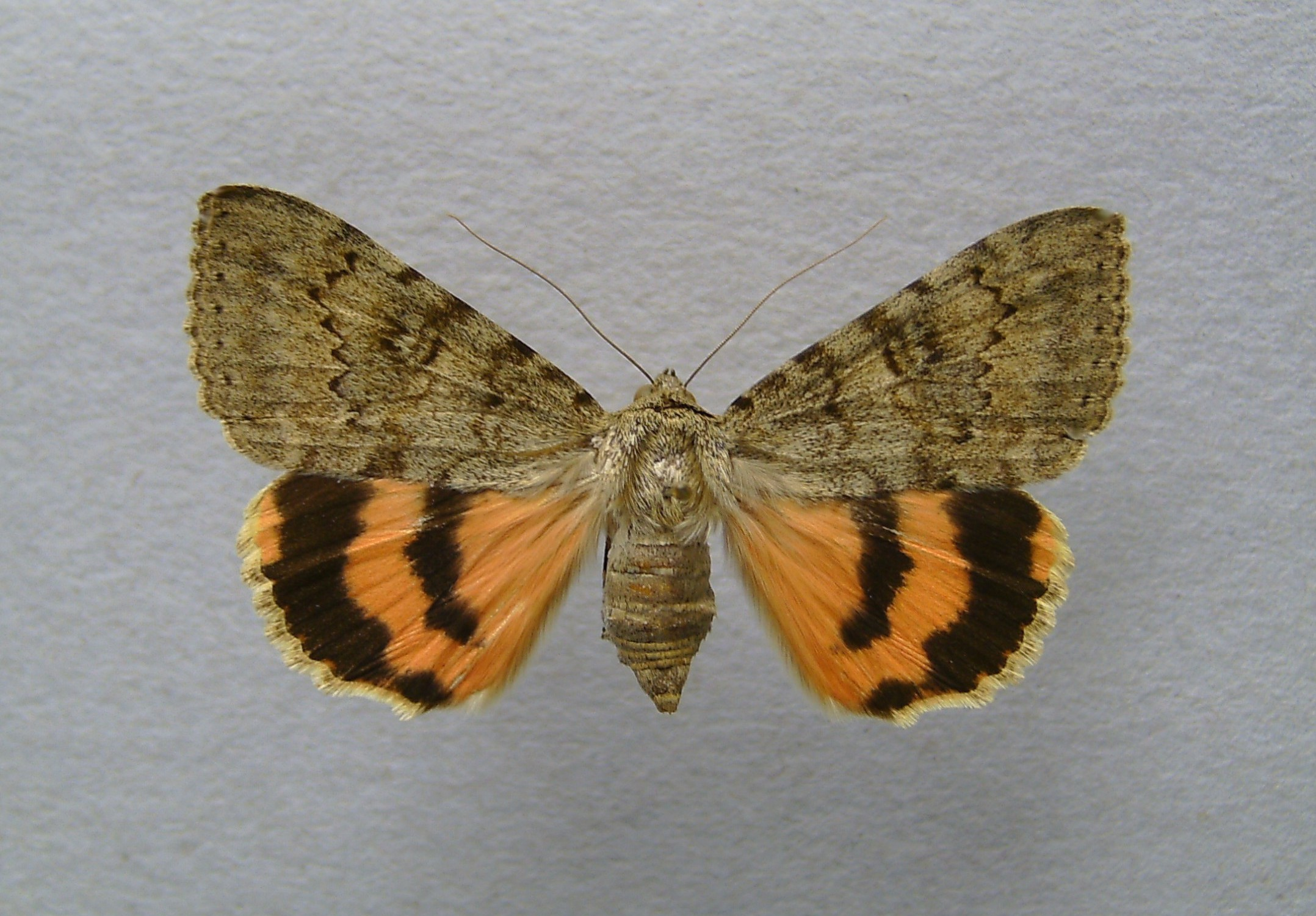
Catocala puerpera
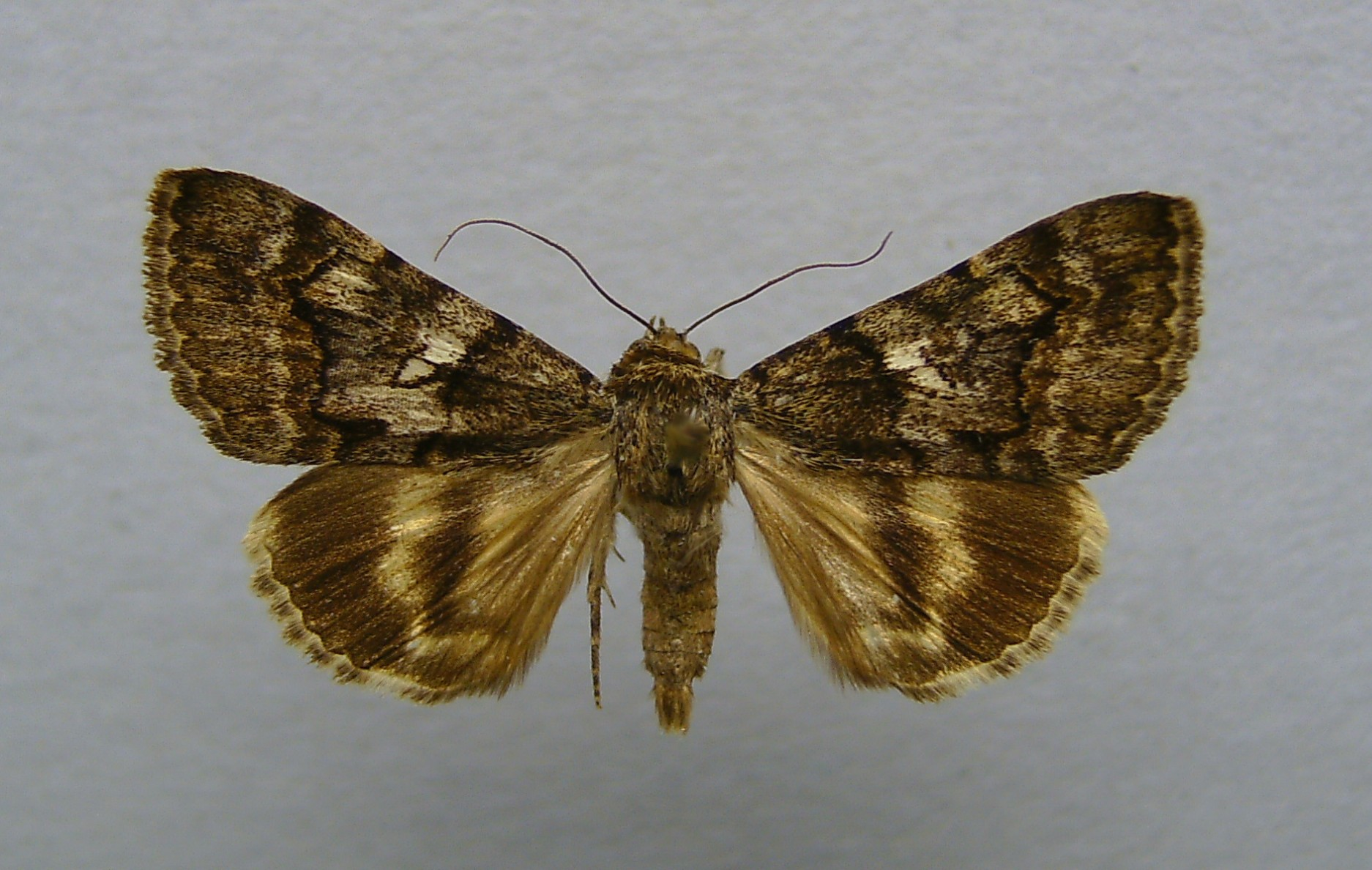
Catocala separata
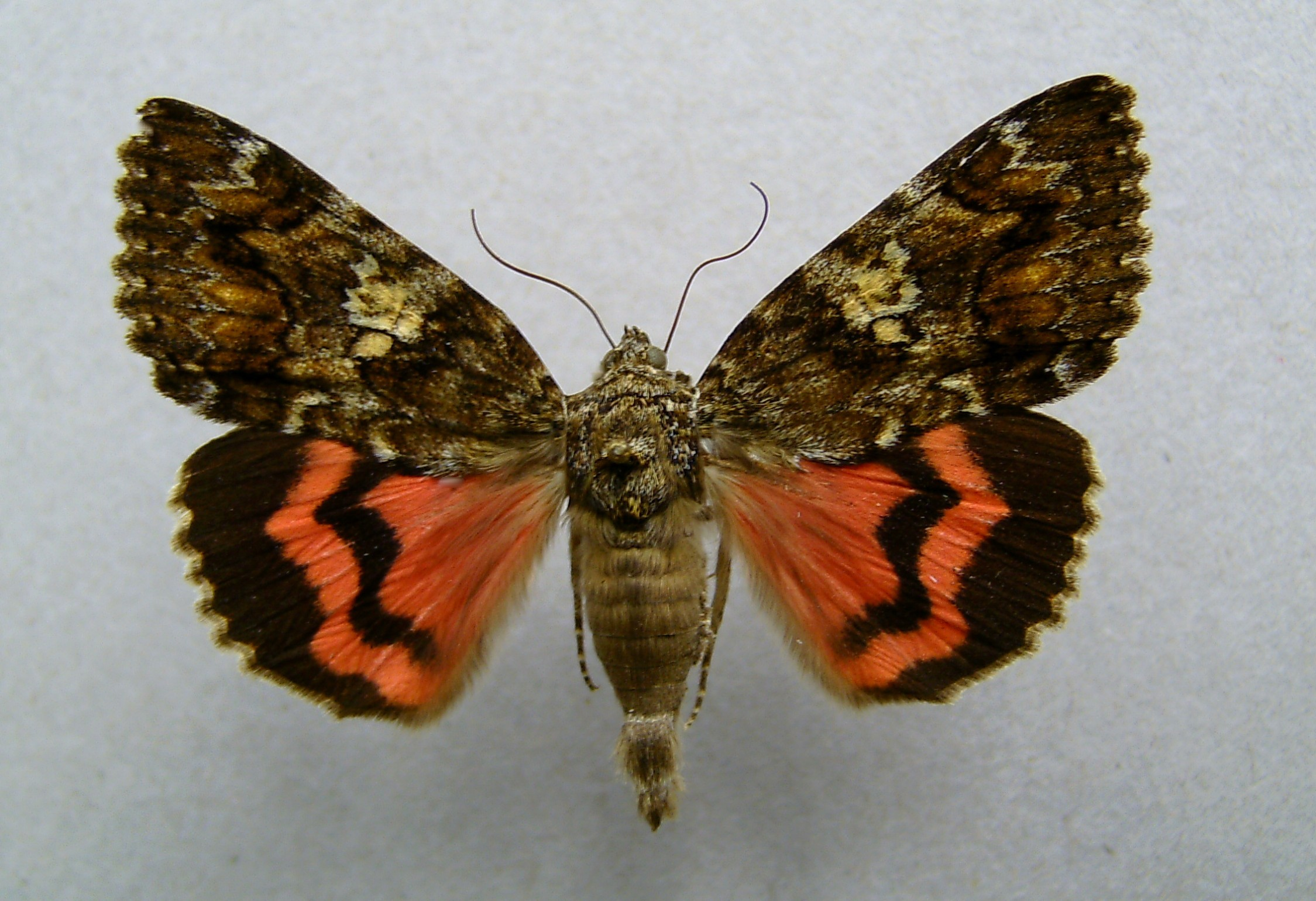
Karmozijnrood weeskind (Catocala sponsa)

## Valse Catocala

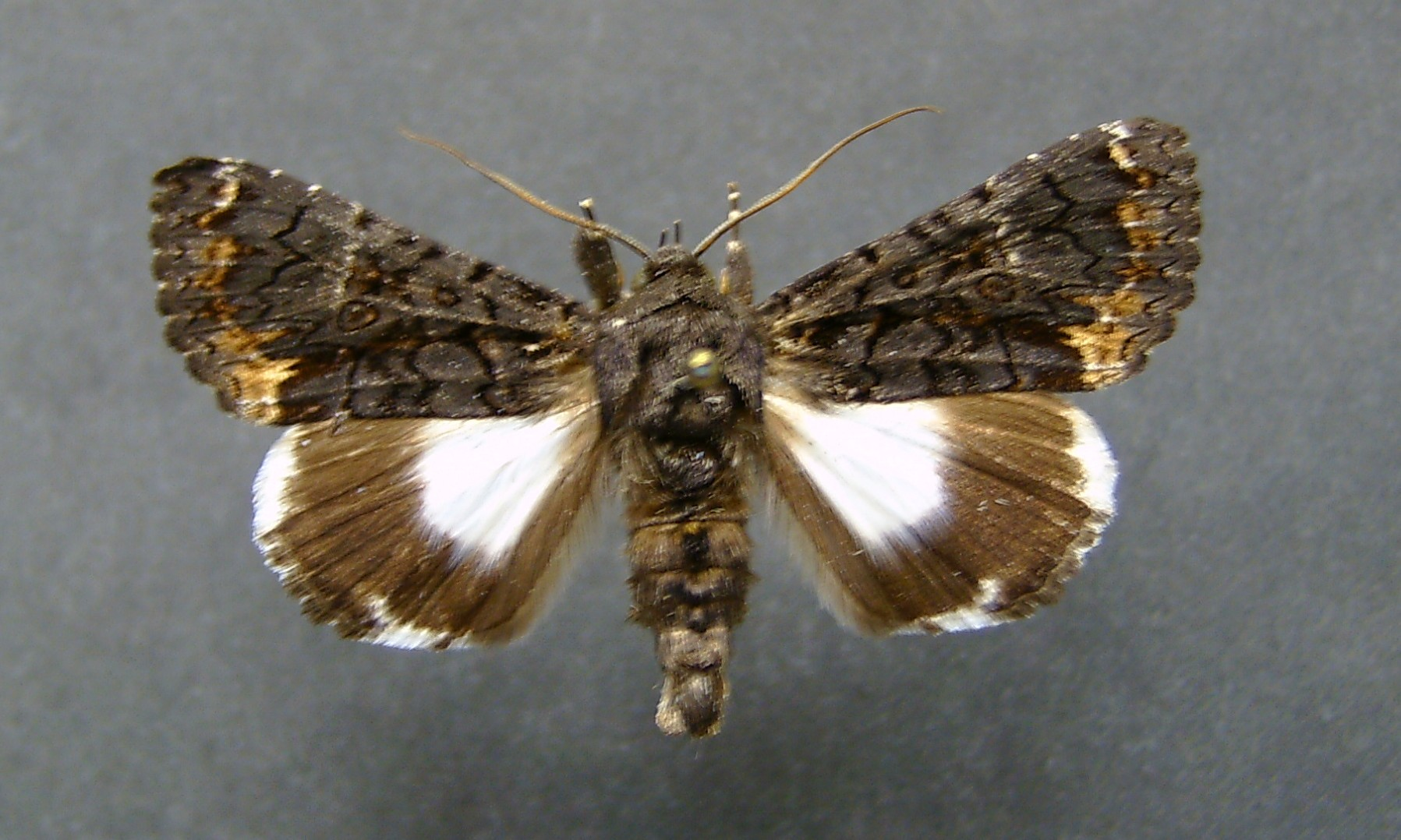
Wit weeskind (Catephia alchymista)
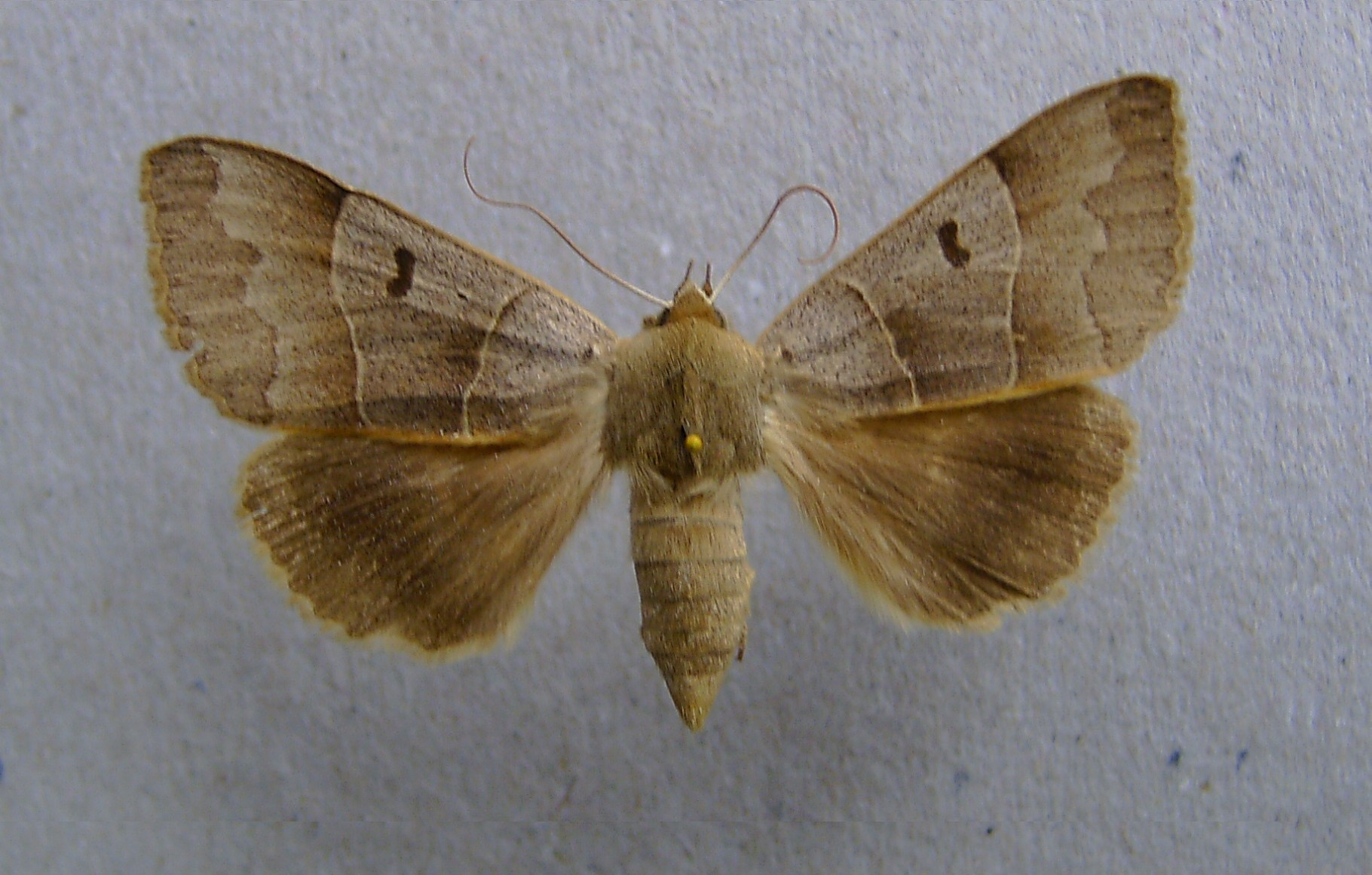
Grijs weeskind (Minucia lunaris)
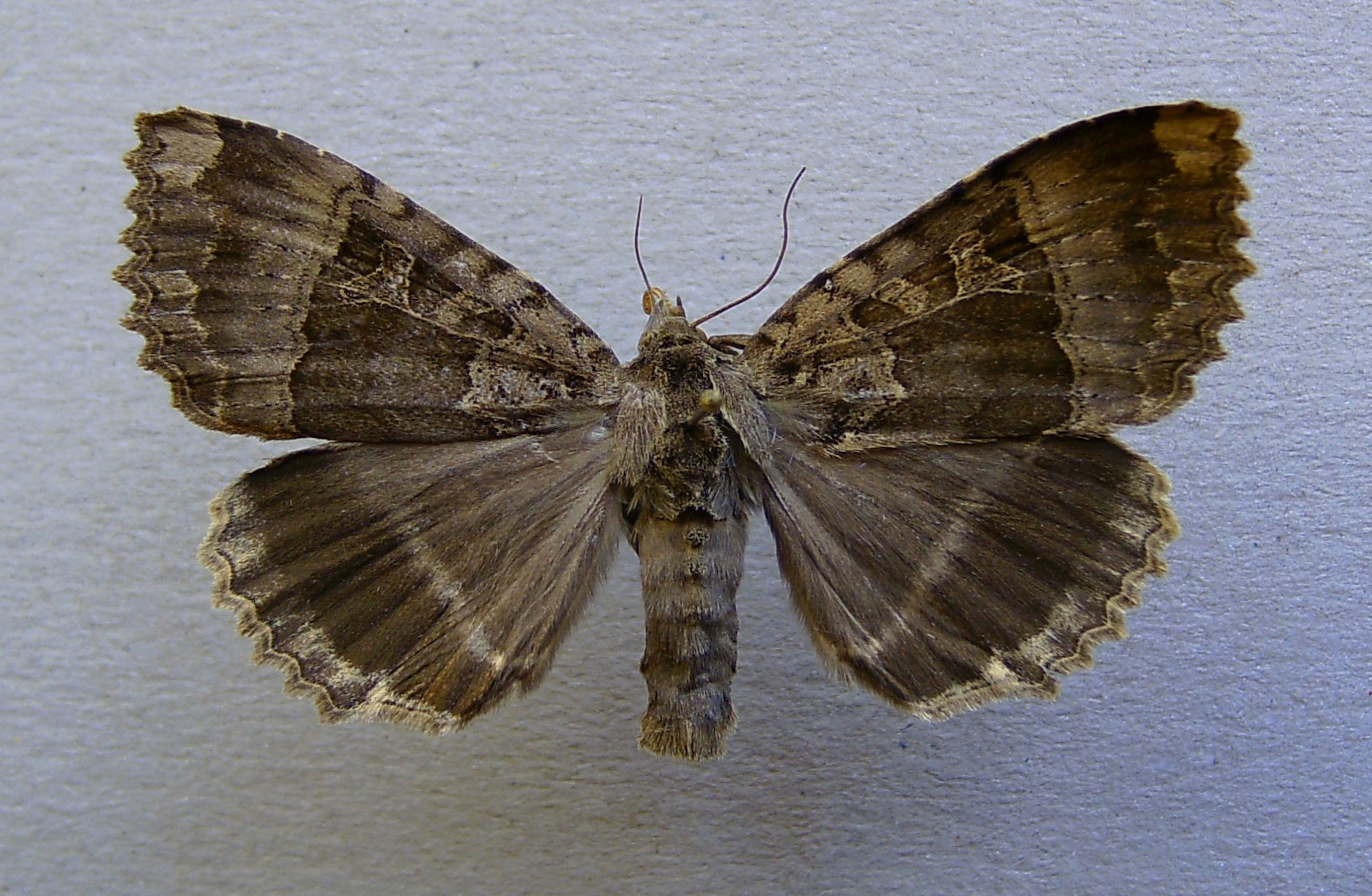
Zwart weeskind (Mormo maura)

## Naamgeving
Nogal wat soorten in dit geslacht kregen wetenschappelijke namen die verband houden met de (buiten)huwelijkse staat, zoals: 
- C. nupta (nupta betekent "getrouwd")
- C. nuptialis (huwelijk)
- C. electa (uitverkoren, verloofde)
- C. repudiata (gescheiden)
- C. concubia (samenwonend)
- C. adultera (overspelig)
- C. amatrix (minnares, geliefde)
- C. proxeneta (pooier)

Herman Strecker noemde de soorten die hij een naam gaf vaak naar vrouwen uit de klassieke oudheid, de Bijbel of de mythologie:
- C. agrippina (Agrippina)
- C. amestris (Amestris was de vrouw van Xerxes I)
- C. atarah (Atarah wordt genoemd in 1 Kronieken) – de naam is nu een synoniem voor micronympha
- C. babayaga (Baba Jaga)
- C. cleopatra (Cleopatra)
- C. delilah (Delila)
- C. herodias (Herodias)
- C. judith (naar het Bijbelboek Judit)
- C. sappho (Sappho)